# 鉄道院基本形客車
鉄道院基本形客車（てつどういんきほんがたきゃくしゃ）は、日本国有鉄道の前身である鉄道院が1910年から1917年にかけて製造した、鉄道国有化後最初の制式木造ボギー式客車形式群である。
なお、この名称は国鉄が定めた正式の系列呼称ではなく、1910年より製造された6810形（のちの12000形）と同様の寸法・構造で1928年の称号改正において主として10000番台の形式称号を与えられた客車群を総称する、鉄道院部内での呼称である。

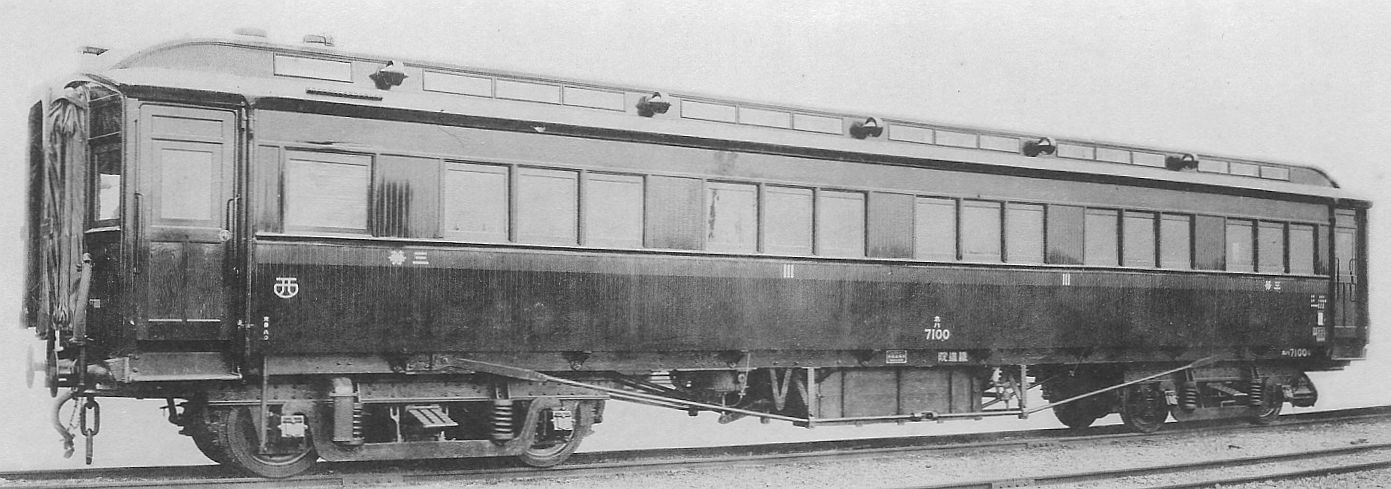
6810形（後の12000形） ホハ7100

## 概要
1906年（明治39年）から1907年（明治40年）にかけて順次実施された私設鉄道17社の国有化で1908年（明治41年）に帝国鉄道庁が設置されたが、設置時点で各社局から承継した客車約4,900両のうち、ボギー車は2軸・3軸ボギー車を合わせても1,000両に満たず、4,000両近い小型の2軸・3軸車を早急に大型のボギー車で代替することが求められた。ところが、鉄道庁設立時点では増備される客車について設計の統一が図られず、国有化前の設計そのままでの車両製造が各社から承継した各工場で続けられていた。
当然ながらこれは標準化による保守部品や取扱の統一という見地では好ましいものではなく、鉄道庁と鉄道局が統合され鉄道院が設置されるにあたり、新規に客車の標準設計を実施することが求められた。
そこで、これに応えるものとして「客車郵便車手荷物車工事仕様書」として客車製造についての統一基準が1910年（明治43年）8月に制定された。
この仕様書に従う形で、国有化後初の制式客車として計画・製造されたのが6810形（三等車）を基幹形式とする本系列である。
その基本設計は鉄道作業局時代に直営の新橋工場が製造したボギー客車群に多くを負っているが、ベルト駆動方式の車軸発電機で発電し、床下中央に吊り下げられた蓄電池に蓄電された電力を電源とする電灯を室内灯として標準採用するなど、国有化された私鉄各社や鉄道作業局で試行錯誤が繰り返されていた様々な新技術や構造も取捨選択の上でいくつか盛り込まれており、また、車体寸法についても従来より大型化が図られていた。
以後の国鉄客車の標準規格の多くがここで確定し輸送計画上の基準ともなったことから、これらは基本形客車と呼ばれた。
国鉄客車の基幹系列の一つとして、1940年代後半まで重用されていたが、1949年（昭和24年）より製造が開始された鋼体化改造車60系の種車あるいは台枠の切継用資材として利用されたため、以後は急速にその数を減じ、1950年代後半までにほぼ全車が廃車解体された。ただし、一部の車両は救援車に改造されたほか、島原鉄道など地方民鉄に売却されたものもあったが、これらも1960年代前半に姿を消した。

## 車体

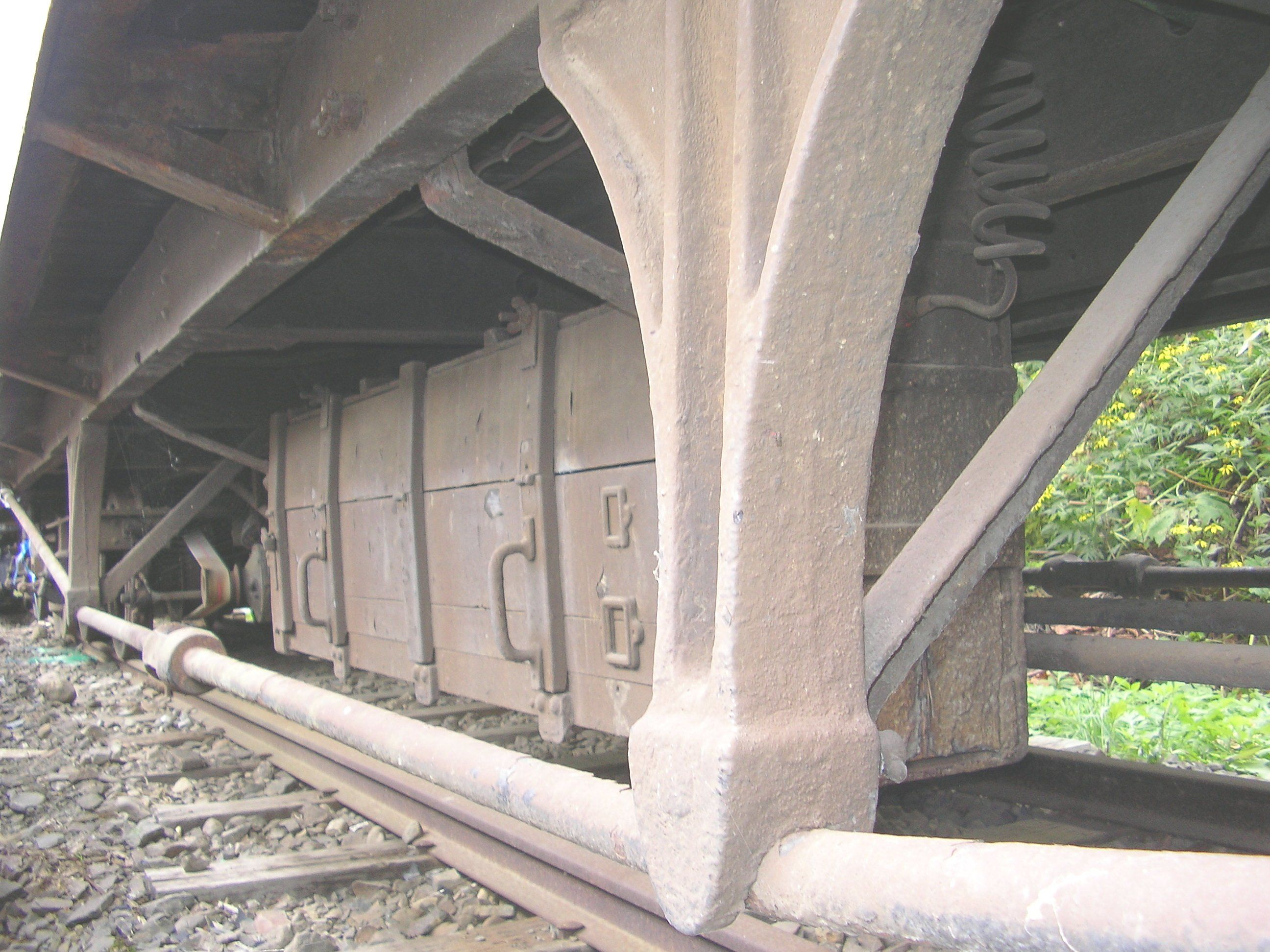
三菱石炭鉱業大夕張鉄道スハニ6形客車の床下台枠クインポスト部。1913年大宮工場製の3軸ボギー基本形客車オロシ9216を出自とし、後年格下げ改造、払い下げおよび鋼体化改造を受けたが、トラスバーをはじめ、台車・台枠構造の多くに自動連結器化・空気ブレーキ化された後の木造車時代の形態を残す。北海道夕張市に保存

当時の車両限界に従い、最大幅2.7m、車体幅2.6mの木造車体を備える、車体長17mの2軸（4輪）ボギー車、あるいは 20m級の3軸（6輪）ボギー車で、それぞれ基本2AB（2 Axis Bogey：2軸ボギーの略）車と基本3AB（3 Axis Bogey：3軸ボギーの略）車と呼称された。
車体構造は国有化前に鉄道作業局新橋工場が設計・製造していた優等客車のそれを踏襲しているが、20m級の基本3AB車は東海道・山陽本線などの幹線で使用される一部の優等車に限られ、大半は17m級の基本2AB車として製造された。
台枠は1911年（明治44年）度予算で新橋工場と神戸工場で製造された優等車24両と、遅れて翌年に新橋工場で製造された優等車1両の合計25両よりなる19m級3AB車などの例外を除き構造が規格化された新規設計品を採用しており、17m級がUF11、20m級がUF41を呼称する。これらは台車の側受が明治44年式6輪ボギー以降で左右2か所として統一されたこともあり、車体長の相違による全長以外の基本的な設計が各形式用で共通化されている点が大きな特徴である。
いずれの形式についても、展望車・特別車・職用車の展望デッキを除いて車端のデッキ部に客用扉を設けた密閉式デッキとなっており、三面折れ妻構造の妻面には左右にガラス窓が入り、屋根は寝台の都合で室内空間確保の見地から丸屋根とすることが求められた一部の優等寝台車を除き、いわゆる二重屋根（レイルロードルーフあるいはダブルルーフ）で、屋根の上層と下層の間に明かり取り窓を設けてある。
室内灯は前述の通り車軸発電機と蓄電池による電灯が標準採用され、ガス灯や油灯などを用いていた在来型客車の大半とは一線を画する、安定した室内照度の確保が実現した。

## 主要機器

### 台車

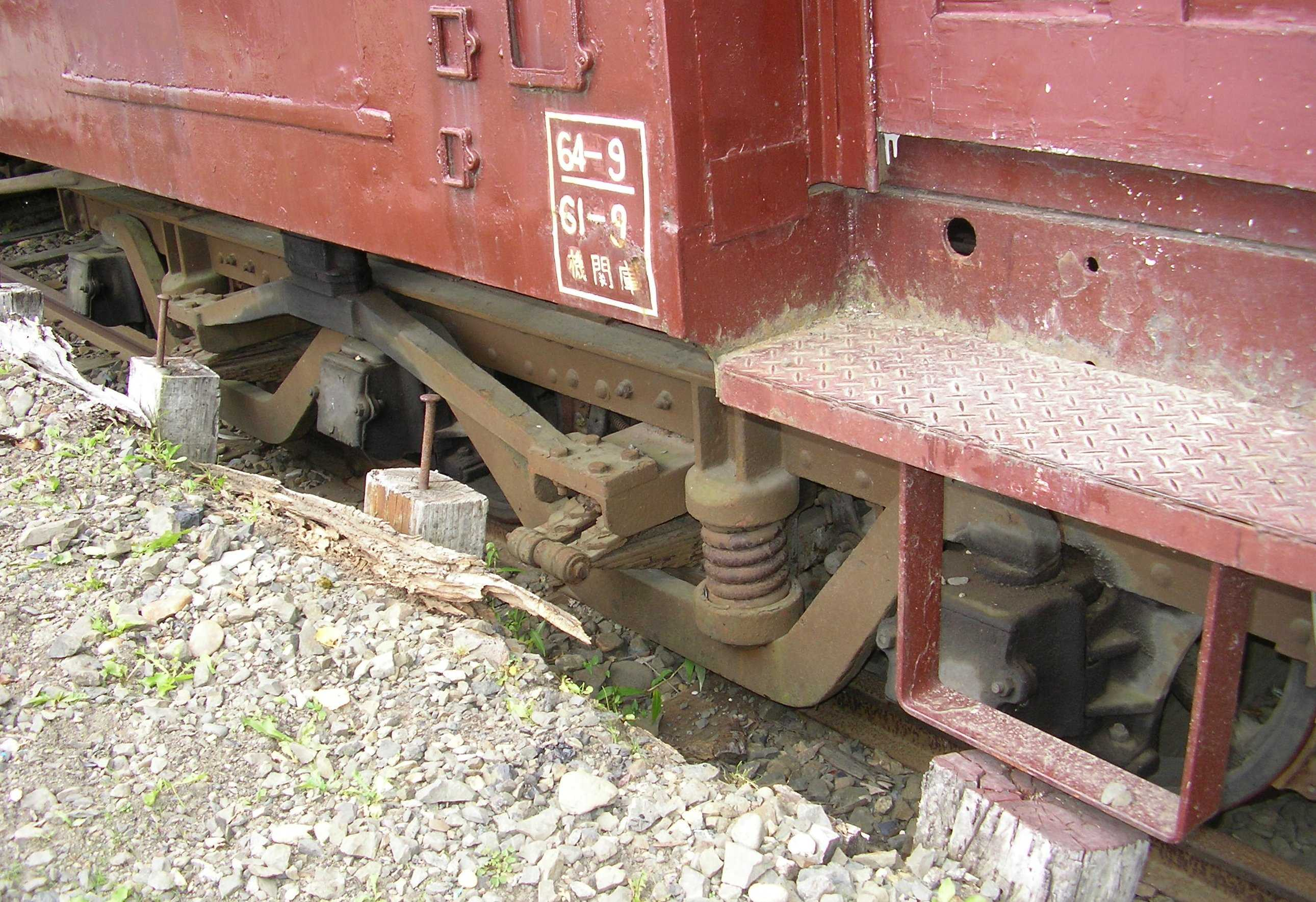
三菱石炭鉱業大夕張鉄道スハニ6形客車のTR70形3軸ボギー台車。山型鋼側枠・短軸・片側1ヶ所側受仕様・両抱き式ブレーキの明治44年式6輪ボギー台車

2軸ボギー台車としては、鉄道作業局時代末期に新橋工場で設計された明治41年式4輪ボギー台車と呼ばれるイコライザー台車を基本としつつ軸距を1フィート延伸して8フィート（2,438mm）とした、溝形鋼を側枠に使用するイコライザー台車である明治42年式4輪ボギー台車と、これを改良した明治44年式4輪ボギー台車、更に側枠を山形鋼あるいは球山形鋼に変更した明治45年式4輪ボギー台車が標準台車として採用された。
これに対し、主に優等車用の3軸ボギー台車は、初年度製造分については台車設計が間に合わず、鉄道作業局時代最後の客車用3軸ボギー台車である明治39年式6輪ボギーを装着して竣工しているが、それ以降は、これを基本として軸距を延伸し、それによって得られたスペースを活用してブレーキシューを両抱き式に変更、さらに2組の揺れ枕を梁で結んで側受を第2軸直上の外側に出した明治44年式6輪ボギー台車が採用され、これが細部に改良を施されつつ継続採用されている。
また、上述の台枠と同様、1911年度予算で新橋工場と神戸工場にて製造された基本形3AB車の内、25両についてはJ.G.ブリル社製3軸ボギー台車を装着して竣工しており、その多くは第二次世界大戦後までそのまま使用されている。

### ブレーキ
当時標準の真空ブレーキと、手ブレーキが併用されたが、1921年後半以降はウェスティングハウス・エア・ブレーキ社(WABCO)製P三動弁による自動空気ブレーキとの併用が開始された。国鉄での自動空気ブレーキの整備が完了した1930年代初頭までに真空ブレーキの撤去が順次実施され、全車とも自動空気ブレーキ装備となって安全性が向上している。

### 連結器
当初はねじ式連結器を使用したが、1925年7月に全車とも自動連結器へ交換された。

## 形式
本項では各車の新造時の形式を基準として、形式分類・解説を行う。なお車両称号規定の変遷については、国鉄客車の車両形式を参照されたい。

### 2軸ボギー車

#### 職用車
- 5016形ホヤ5016・5017形ホヤ5017・5030形ホヤ5030
1910年から1920年にかけて製造された17m級職用車。いずれも二重屋根でオープンデッキ式の展望室を備える。1910年にホヤ5017が、1915年にホヤ5030（当初ホハヤ5030）が、1919年にホヤ5016が製造された。形式図によれば5017は台車記載なし、5016と5030は明治45年式台車を装着する。5016は定員18人（寝台定員8人）、5017は定員20人（寝台定員4人）、5030は定員25人（寝台定員3人）である。
特別車・展望車と同様展望デッキと展望室を有するが、外観や車内設備は車両ごとに異なる。5016は展望室にソファーと大型のテーブルがある。5017は展望室には座席がなく、その下部に補助車輪があるほか、展望室部分は展望車と同様の広窓となっている。この2両は展望室に続き区分室・開放座席・炊事場・便所・洗面所・車掌室が設置されている。一方、5030は展望室には6人用のテーブルと3組の座席（うち一組は展望デッキを向いており、他の二組はロングシート）が設置され、便洗面所と給仕室を挟んでテーブルとロングシートのある部屋があり、その後方に車掌室と便所がある[19]。
1924年の客貨車換算法改正により5016のみ重量区分が変更されナヤ5016となった。1928年の称号規程により5017は16950形ホヤ16950、5030は16960形ホヤ16960、5016は16970形ナヤ16970に改番された。その後16960はホヤ16951に、16970はナヤ16952に改番、1953年の称号規程により16950はホヤ16810に、16951はホヤ16860に[20]、16952はホヤ16812に改番された。ホヤ18610は1955年に廃車[21]、ホヤ16860は1957年に廃車された。ホヤ16812は1964年まで残り、晩年は展望室のソファーなどを撤去し、仙台地区で運転競技会や各種試験に使用された[22]。

#### 一二等寝台車

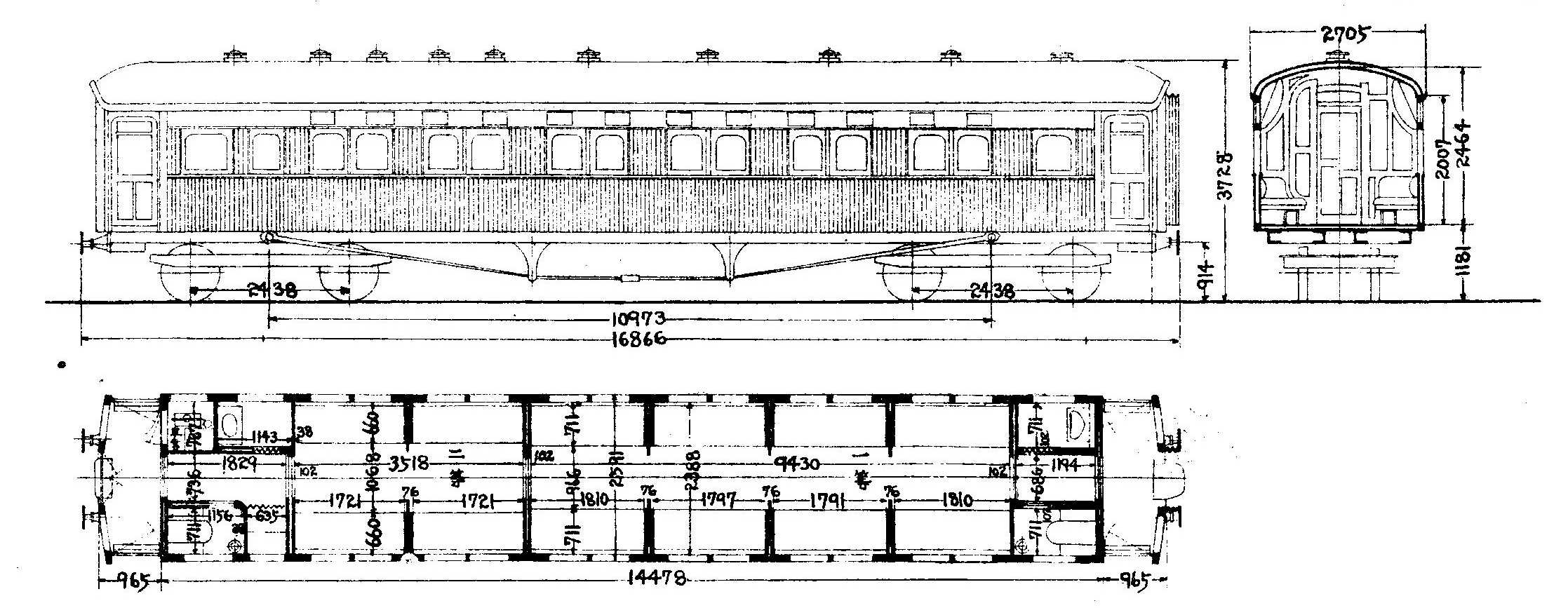
5055形の形式図

- 5480形イロネ5480・5481
1912年に新橋工場で2両が製造された17m級一二等寝台車。丸屋根で台車は明治45年式を装着する。便所と洗面所は両端にそれぞれ一ヶ所ずつ設けられており、客室は全てツーリスト式寝台で幕板に上段用明かり取り窓を設け、一等室は座席定員24人、寝台定員16人、二等室は座席定員12人、寝台定員8人である。
1913年に2両とも一等室側車端部に車掌室が設置されてイロネフ5480・5481となり、1920年に5055形イロネフ5055・5056と改番、更に1924年には記号変更でナイロネフ5055・5056と改称された。その後は大形2AB車や鋼製車の増備で用途を失い、1928年に金沢工場で18720形ナユニ18720・18721へ格下げ改造され、更に16400形オユニ16400・16401へ改称されている。

#### 一等寝台一等車

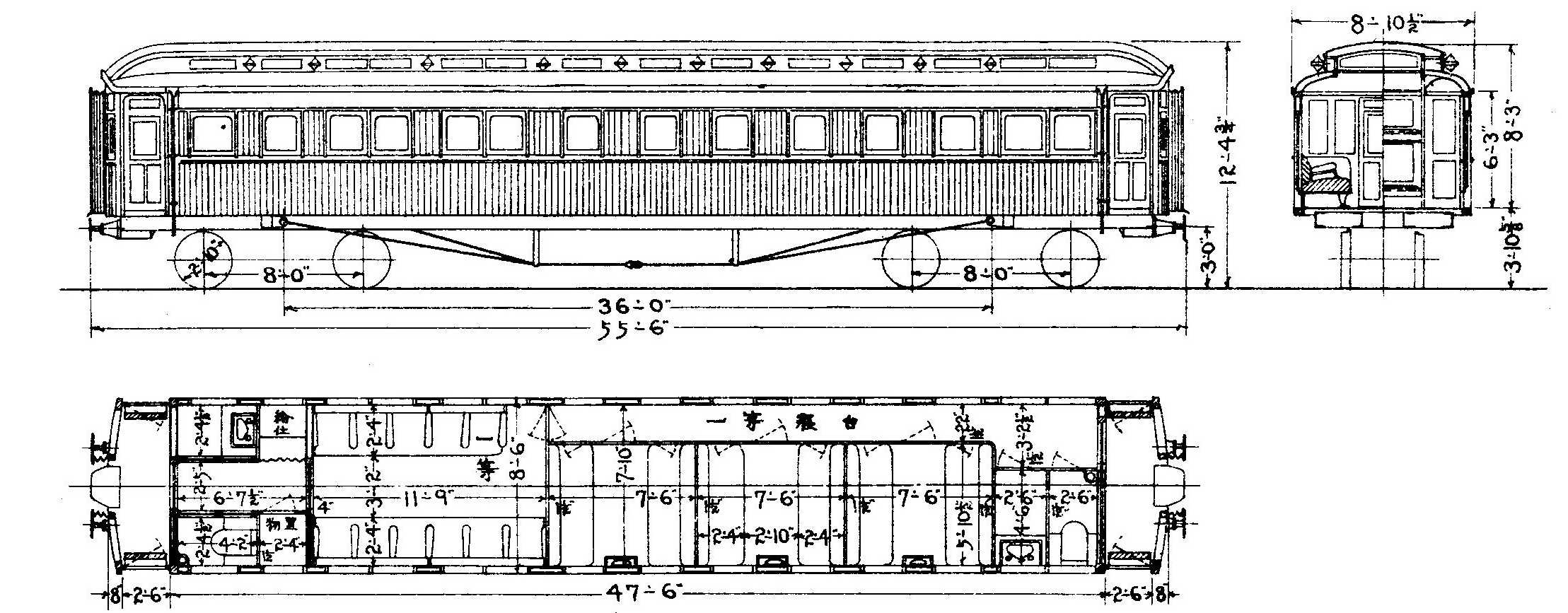
5035形の形式図

- 5035形イネイ5035 - 5038
1917年に大宮工場で4両が製造された、17m級一等寝台一等座席合造車。明かり取り窓部にトルペード（水雷）形通風器を備える二重屋根車で、台車は明治45年式を装着する。客室は側廊下式で2段ベッドを対向配置する4人用区分寝室を3つ設けた一等寝台室が座席定員18人・寝台定員12人、各席間に肘掛けのあるロングシートを設けた一等座席室が定員11人[23]となっている。また、便所は両端にそれぞれ個別に設置されており、座席側には給仕室も設置されていた。
1928年の称号改正時には座席の等級見直しが実施されて10050形ナイネロ10050 - 10053へ改称され、1932年に旭川工場で11600形ナロハ11623 - 11626へ格下げ改造され、旧一等寝台室が中央廊下式の固定クロスシートを備える三等座席室に、旧一等座席室がロングシートのまま肘掛けを撤去して二等座席室に、それぞれ変更されている。この際、便所は両端のものを撤去し、車体中央部の二三等室間に新規に設置しており、旧一等座席室側のロングシートは車端部まで延長されているが、窓配置は旧状のまま残置された。その後は改造工場・改造時期は不明[24]ながら10000形ナハ10134 - 10137への再格下げが実施されている。

#### 一等寝台二等車

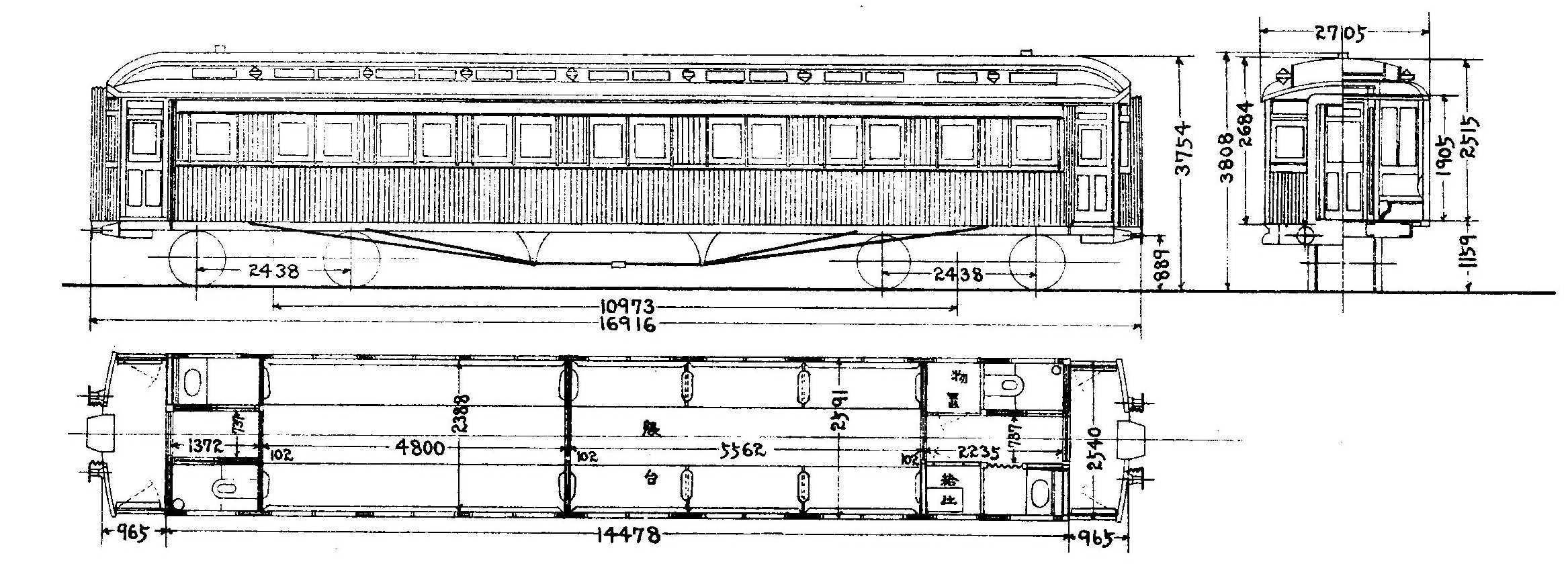
5040形の形式図

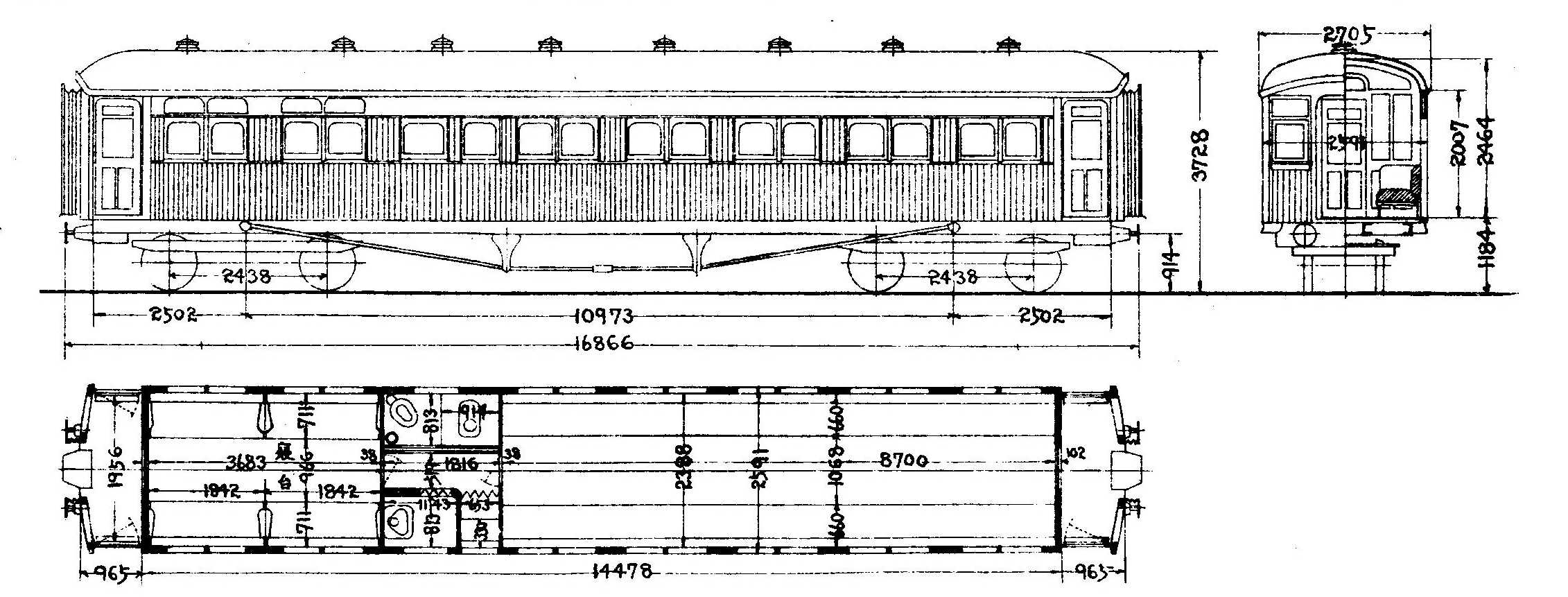
5135形の形式図

- 5040形イネロ5040 - 5048
1912年から翌年にかけて新橋工場と大宮工場で9両が製造された、17m級一等寝台二等座席合造車。客室は、座席定員18人・寝台定員12人でツーリスト式寝台を備える一等寝台室と、定員24人のロングシートを備える二等座席室よりなり、車体の前後両側に便所・洗面所を設ける。台車は明治45年式で屋根は二重屋根である。
1920年に5040 - 5043が一等寝台の設備はそのままに二等寝台へ格下げられて5130形ロネロ5130 - 5133へ、5044 - 5048は大宮工場で客室部分を大改装し両端にそれぞれ独立した便所・洗面所を設けた上で、東北本線に配置された5044・5045は5125形ロネロ5125・5126へ、東海道・山陽本線へ配置された5046 - 5048はイネイ5040 - 5042へそれぞれ等級変更・改番されている。
5130形となったグループは、5130・5131が1928年の称号改正で10250形ナロネロ10255・10256へ、5132・5133は10280形ナロネロ10280・10281へそれぞれ改称されている。その後は鋼製車の増備により、10255・10256・10280・10281の順で11600形ナロハ11648・11649・11632・11633へ改造されている。
これに対し5125形へ改造されたグループと5040形のまま改造されたグループは、いずれも寝台室が座席定員18人・寝台定員12人、座席室が定員16人で、同一設備でありながら運用線区で等級が違えられていた。もっとも、これらは5042を関東大震災で喪った後、1927年に残る5040・5041を5125形へ編入し、ロネロ5127・5128へ改番することで統一が図られている。その後、これら5125形4両は1928年の形式称号改正で10250形ナロネロ10250 - 10253へ改番され、更に鋼製車の増備で15500形ナハニ15520 - 15523へ格下げ改造が実施されている。

- 5135形イネロ5135 - 5140
1913年に新橋工場で5135 - 5137が、1914年に大宮工場で5138 - 5140がそれぞれ製造された、17m級一等寝台二等座席合造車。客室は、座席定員12人・寝台定員8人でツーリスト式寝台を備える一等寝台室と、定員34人のロングシートを備える二等座席室よりなり、両室間に便所・洗面所を設ける。台車は明治45年式で屋根は丸屋根である。ただし、増備車である大宮工場製3両は先行する新橋工場製3両と比較して一等寝台室と便所・洗面所のスペースが僅かずつ拡大されており、その分二等座席室が縮小されている。
1920年には全車とも寝台室が一等から二等に格下げされロネロ5135 - 5140へ改称されたが、この際大宮工場製の5138 - 5140については二等座席の定員見直しが実施され、2名減じて定員32名へ変更されている。1924年の改正ではそのまま重量区分を付してナロネロ5135 - 5140と改称され、更に1928年の称号改正では居住性に勝る大宮工場製を先にして5138 - 5140・5135 - 5137の順で10270形ナロネロ10270 - 10275へと改形式・改番されている。
1930年には10273が廃車となり、翌1931年には残る5両全車が11600形ナロハ11627 - 11631へ格下げられた。なお、これらの内、11630は1937年に軍の命令による中国への供出対象に指定されて特別廃車となっている。

#### 二等寝台車
- 5110形ロネ5110 - 5113
1917年に大井工場で4両が製造された17m級二等寝台車。両端に便所と洗面所を備え、一方には給仕室と物置も併設する。客室は座席定員36人・寝台定員24人のツーリスト式寝台を備え、室内を2:1に区切って座席定員24人・寝台定員16人と座席定員12人・寝台定員8人の2室構成とする仕切が設置されている。台車は明治45年式で屋根は二重屋根である。
関東大震災で5111が被災廃車となった後、1924年に残る3両は称号改正でナロネ5110・5112・5113と改称し、1928年の称号改正では順に10100形ナロネ10100 - 10102へと改形式・改番されている。

#### 二等寝台二等車

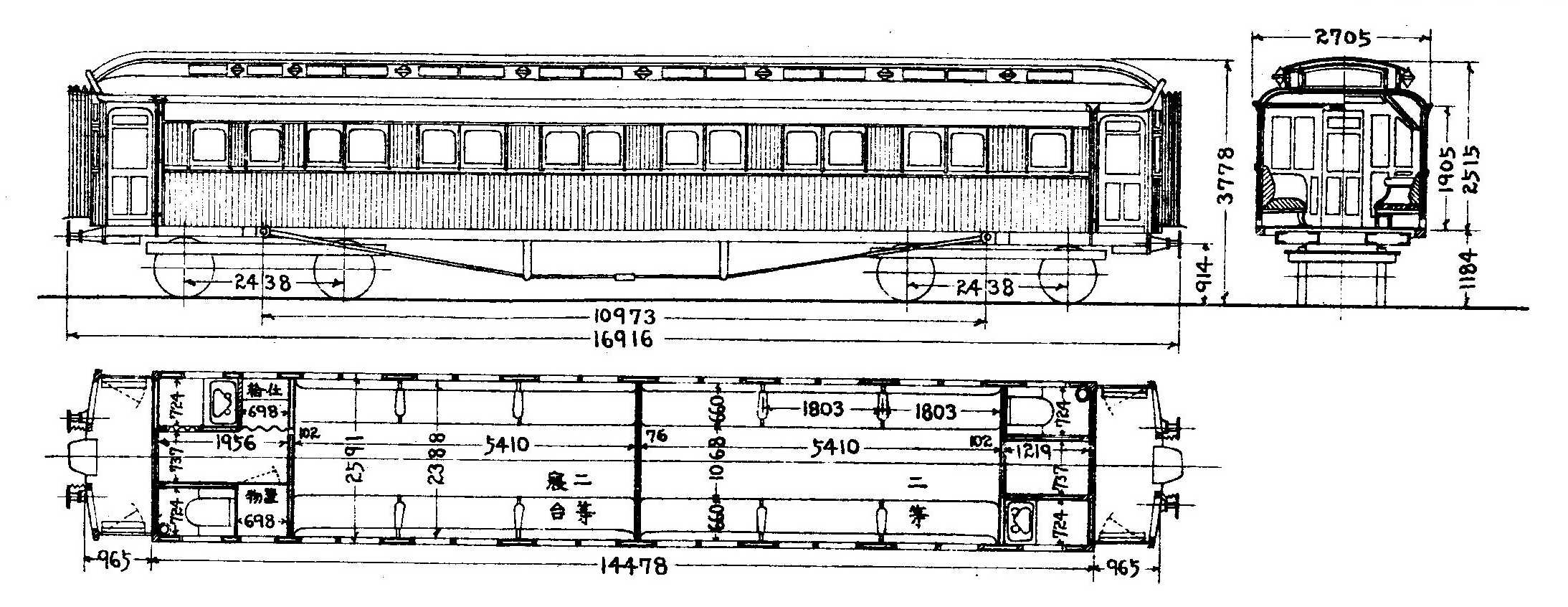
5120形の形式図

- 5120形ロネロ5120 - 5122
1916年末に大井工場で3両が製造された17m級二等寝台二等座席合造車。両端に便所・洗面所を置き、寝台室側には給仕室と物置を併設する。客室は座席定員18人、寝台定員12人のツーリスト寝台による二等寝台室と定員18人のロングシートを設置する二等座席室に二分される。台車は明治45年式4輪ボギー、屋根は二重屋根である。
関東大震災により5120が1924年に被災廃車となり、同年の称号改正で残る2両はナロネロ5121・5122と改称された。その後1927年には5122が廃車となり、最後に残った5121は1928年の称号改正で10250形ナロネロ10254と改形式・改番された。1932年には鋼製車の新造による置き換えで格下げが実施され、盛岡工場で二等寝台室と二等座席室でほぼ二等分されていた客室を、三等座席室・荷物室・郵便室に三等分し、側面2ヶ所へ1,220mm幅扉を設置、旧二等座席室側便所および洗面所を撤去してその跡に車掌室を新設、旧二等寝台室側便所は残置したものの洗面所は廃止し、その跡は三等座席室に含められて他と同じ固定クロスシートを設置、と大改造を実施の上で15320形ナハユニ15389へ改形式・改番されている。

#### 食堂車

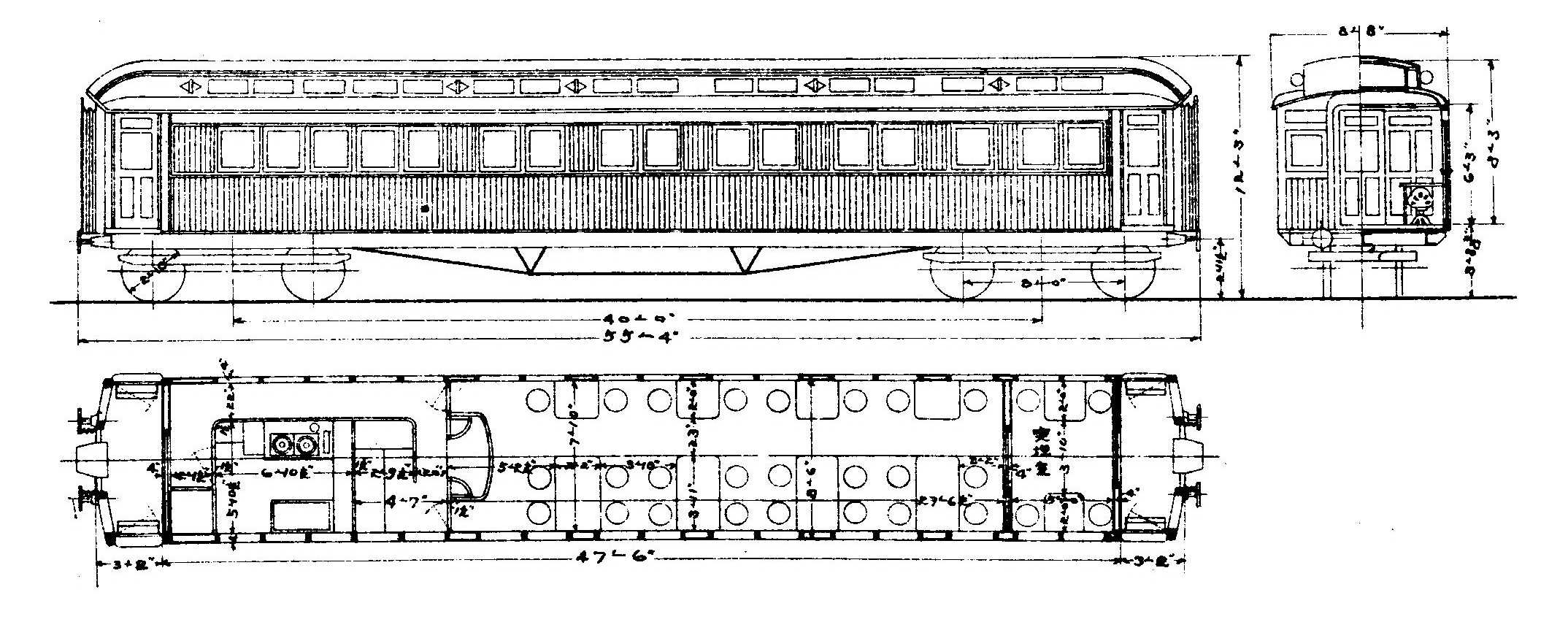
5065形の形式図

- 5065形ホシ5065 - 5067
1911年12月に名古屋の日本車輛製造で3両が製造された17m級洋食堂車。台車は明治42年式、車軸は基本10t、屋根は二重屋根で、両端にデッキを備える。
厨房は食堂車の定石通り側廊下式として必要なスペースを確保してあり、食堂は側廊下のある側を1列、もう一方を2列配置としてテーブルを各4組、24人分の客席を備える。また、厨房と反対側の車端部を各1列2席ずつ合計4席の喫煙席を設けた喫煙室としてあった。
関東大震災で5065が1924年5月に被災廃車となり、1928年11月には5067が荷物車へ格下げとなり大宮工場で改造工事が施工され[25]、16500形ナニ16533へ改形式・改番されている。残る5066についても、1928年の称号改正の時点では食堂車のまま維持されており、10350形ホシ10350という新形式番号を付与されたが、これも翌1929年4月に格下げが実施され、やはり大宮工場で5067と同一仕様で16500形ナニ16532へ改造され、形式消滅となっている。

#### 一等車

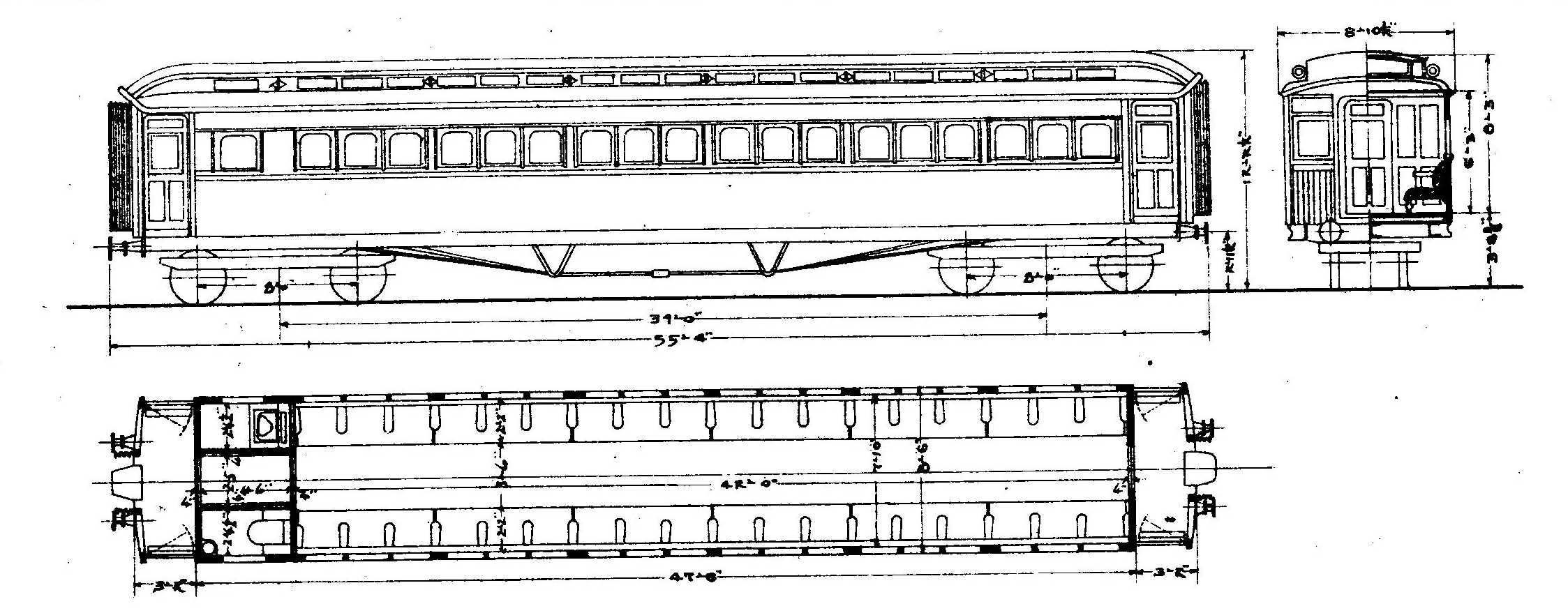
5100形の形式図

- 5100形ホイ5100
1912年8月、新橋工場製の宮廷列車用一等車。定員36人。車内は長手椅子。全長16.764m、幅2.705m、高さ3.721m、自重23.20t。1928年の称号規程改正では供奉車とされ、100に改番された。

#### 一等病客車
- 6070形ホイヘ6070
1912年新橋工場製の明治天皇の霊柩輸送用に製作された宮廷用客車（霊柩車）からの改造。皇室用客車#2代を参照。

#### 一二等車

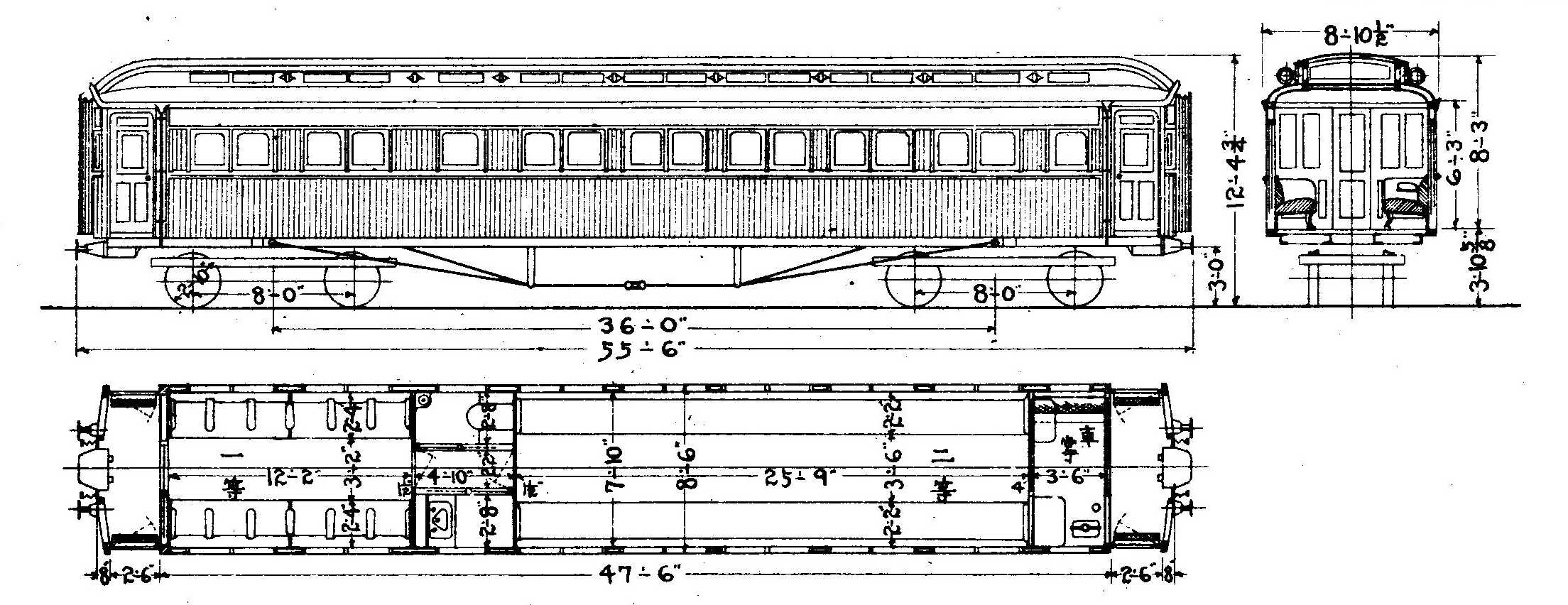
5410形の形式図

- 5335形ホイロ5335 - 5394・7400 - 7465
1910年から1917年にかけて、幹線系に残存する非貫通構造の箱形客車の淘汰、およびそれらの改造のための予備車確保を目的として、川崎造船所兵庫工場、日本車輛製造、汽車製造東京支店、新橋工場、大井工場、大宮工場、神戸工場、鷹取工場、小倉工場、札幌工場と製造当時の有力車両メーカー各社と鉄道院直営工場を総動員して製造された、17m級一二等座席車。
同一形式内に一般向け量産車と宮廷列車用供奉車が混在しており、5350・5351（1910年新橋工場製）、7436（1915年大井工場製）、それに7453（1916年大井工場製）の4両が宮廷列車用に該当する。
一般車は二重屋根に明治45年式4輪ボギー台車を組み合わせるのを基本とするが、宮廷列車専用の供奉車として先行製造された5350・5351は台車が異なっており、明治42年式4輪ボギー台車を装着している。また供奉車の4両は同じく供奉車である5100形と同様、側板腰板が羽目板ではなく大形の一枚板を用いて平滑に仕上げてあるため、その外観の印象は一般向け量産車とは異なったものとなっている。
全車とも便所と洗面所が一二等客室の境界に挟まるように設置されているが、客室は一般車の一等室が定員12人、二等室が定員36人で両室共にロングシートを設置し、一等室は各座席に肘掛けを設置しているのに対し、供奉車の4両はロングシート車であることには変わりはないが、5350・5351が一等室定員24人、二等室定員20人、7436が一等室定員20人、二等室定員24人、そして7453が一等室定員18人、二等室定員30人と製造時期ごとに異なった構成となっている。
1920年に供奉車として運用されていた基本形客車各形式を車種ごとに単一の専用形式として取り扱うことになった際には5350・5351・7436・7453の4両以外に7439 - 7452・7454 - 7465の26両が抽出されて5150形ホイロ5150 - 5179[26]に改形式・改番されている。
5150形となったグループは1924年の称号改正で称号がホイロからナイロに変更されたが、一般車編入グループについてそれに先立つ1922年から一般車への復帰が進められ、5153（旧7443）が関東大震災で被災廃車となった以外は、復帰時期の早かった5155 - 5159（旧7445 - 7447・7464・7465）が一等室を二等に格下げの上で原形式・原車番に復帰、5154・5160 - 5162・5172 - 5179（旧7444・7439 - 7441・7456 - 7463）は1928年の称号改正時に順に10500形ナイロ10500・10510 - 10520へ改形式・改番されて一般車に復帰、5163 - 5168・5170・5171（旧7442・7448 - 7452・7454・7455）は同じく1928年改正時に順に15900形ナロハ15904 - 15909・15911・15912へ改形式・改番され、更に車掌室追加でナロハフ15904 - 15911となった後、11700形ナロハフ11700・11701・11705 - 11707・11702 - 11704へ再度改形式・改番されている。また、5150 - 5152・5181については正式に供奉車となり、供奉車125・126・127・121号と改番されている。
供奉車として正式に車番を与えられた各車については皇室用客車#供奉車を参照のこと。
これに対し、5335形のまま使用されていたグループは、1920年に一等室が格下げられて全室二等車となり、ホロ5335 - 5349・5352 - 5394・7400 - 7438と改称され、1924年の称号改正の時点で既に車種変更されたものおよび震災の被災廃車分などを除く全車がナロ5335 - 5349・5352 - 5392・7400 - 7407・7413 - 7436・7438へ改称されている。格下げによる車種変更は1924年以降順次実施されており、二三等合造車の11300・11500・11700形への改造後、15450形三等郵便荷物車へ改造されたものが大半を占めている。

| 5400形の形式図 |  | 5400形の一等室の内部 |
| 5400形の形式図 |  | 5400形の一等室の内部 |

- 5400形ホイロフ5400 - 5403
1915年に新橋工場で2両、1917年に天野工場で2両が製造された一二等緩急車。二重屋根に明治45年式4輪ボギー台車を組み合わせた標準設計品であり、客室は一等が肘掛け付きのロングシートで定員18人、二等が肘掛け無しのロングシートで定員24人、便所と洗面所は一二等室の境界に置かれ、車掌室は二等室側車端部に設置されている。
1924年の重量区分見直しでは、関東大震災で被災廃車となった5402を除く3両がナイロフ5400・5401・5403と改称され、1928年の称号改正では5403・5401・5400の順で10560形ナイロフ10560 - 10562と改形式・改番されている。1931年に大宮・吹田・苗穂の各工場で二三等緩急車に格下げ改造されて11900形ナロハフ11909 - 11911となっている。

- 5410形ホイロフ5410・5411
1916年に鷹取工場で2両が製造された一二等緩急車。二重屋根に明治45年式4輪ボギー台車を組み合わせた標準設計品で5400形と同様の構成であるが、一等室の需要が少ない列車向けとして設計されたため、定員の比率が異なり、一等12人、二等30人となっている。
1924年の重量区分見直しではそのままナイロフ5410・5411とされ、1928年の称号改正では先行形式である5400形よりも若い番号を与えられて逆順で10550形ナイロフ10550・10551と改形式・改番されている。1932年には10551が15320形ナハユニ15321へ格下げ改造されている。

#### 二等車

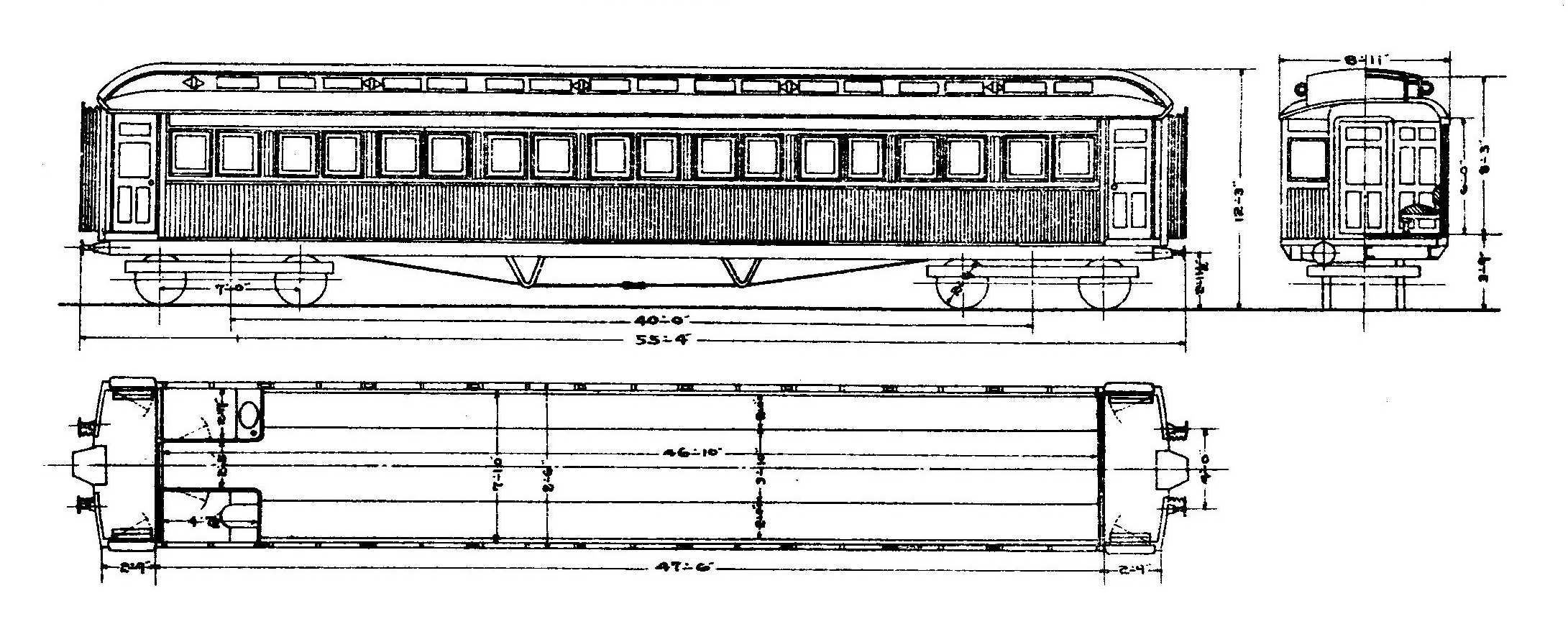
5535形の形式図

- 5535形ホロ5535 - 5579
1910年6月に5535 - 5538が神戸工場で、1911年に5539 - 5548が汽車製造東京支店で、1912年に5549 - 5554が旭川・札幌工場で、5555が新橋工場で、1914年から1916年にかけて5559 - 5574が汽車製造東京支店で、1917年に名古屋の日本車輛製造で5575 - 5579がそれぞれ製造された、二重屋根、ロングシートの二等車。便所・洗面所を一端に置き、定員50人で1列25人の長いロングシートを車内に備える。新橋工場製の5555は供奉車として設計製造されたもので、これのみは側板腰部を羽目板ではなく一枚板としている。
台車と車軸はそれぞれ1910年製が明治41年式[27]でウ4号軸、1911年製が明治44年式で基本10t軸、1912年製が明治44年式を備える5555を除きなぜか明治42年式でいずれも基本10t軸、1914年以降のグループが明治45年式で基本10t軸となっている。
5555は1920年に大井工場で一二等座席車の5150形ホイロ5180へ改造され、1924年の重量等級見直しでナイロ5180となった後、1928年改正時には供奉車120に改称されている。
これに対し、一般車は鋼製車の量産が開始されるまで二等車として使用された後、1927年以降、三等荷物合造車の8430形や荷物車の8900形、三等車の12000形などに順次格下げ改造されている。
- 5615形ホロフ5615 - 5629
1910年に5615 - 5624が神戸工場で、1911年に5625 - 5627が大宮工場で、5628・5629が汽車製造東京支店でそれぞれ製造された二重屋根、ロングシートの二等緩急車。第1陣10両は本系列で最も早い時期に設計製造され、当初、ブロボ15 - 24という鉄道作業局時代の記号番号体系に則った記号番号が付与されていた。また、台車は5615 - 5624が鉄道作業局制式の明治41年式4輪ボギーを装着したと見られ[28]、それ以外は鉄道院で制式化された明治42年式4輪ボギーを装着しているが、5615 - 5624はウ4号軸、5625 - 5627はエルハルト9t軸、5628・5629は基本10t軸、とグループごとに異なった車軸が使用されており、標準化の過程での試行錯誤状況をうかがわせている。
1928年の称号改正前に5615 - 5617は18490形ナハニ18490 - 18492に格下げ改造され、5619 - 5624は11200形ナロフ11202 - 11207、5625 - 5627は11200形ナロフ11212 - 11214、5628・5629は11200形ナロフ11200・11201へそれぞれ改番されている[29]。

| 5630形の形式図 |  | 5630形と思われる二等車の内部 |
| 5630形の形式図 |  | 5630形と思われる二等車の内部 |

- 5630形ホロフ5630 - 5637
1913年に日本車輛製造本店で4両、神戸工場で1両、1915年に川崎造船所兵庫工場で3両が製造された二等緩急車。5535形の緩急室付に相当し、車内は全室肘掛けの無いロングシートで、便所・洗面所とデッキの間に設置された車掌室の分だけ定員が2名少なく48名となっている。車体は二重屋根で明治45年式台車を装着する。
1921年に5630・5631は大井工場で宮廷列車用供奉車へ改造されて5995形ホロハニ5997・5998と改形式され、これは1924年の重量区分見直しでナロハニ5997・5998となった後、1928年改正時には供奉車230・231に改称された。もっとも供奉車としての使用期間は短く、1934年には再び一般車に戻され、ナハユニ15431・15432へ改造されている。
これに対し、他の6両は関東大震災で5636が1924年に被災廃車となった後、残る5両が同年の重量区分見直しでナロフ5632 - 5635・5637と改称され、1928年の称号改正では等級はそのままに11200形ナロフ11208 - 11211・11215へ改形式・改番されているが、1930年には三等緩急車への格下げが実施され、オハフ14100形へ再度改形式・改番されている。

#### 二等食堂車
- 5590形ホロシ5590 - 5593

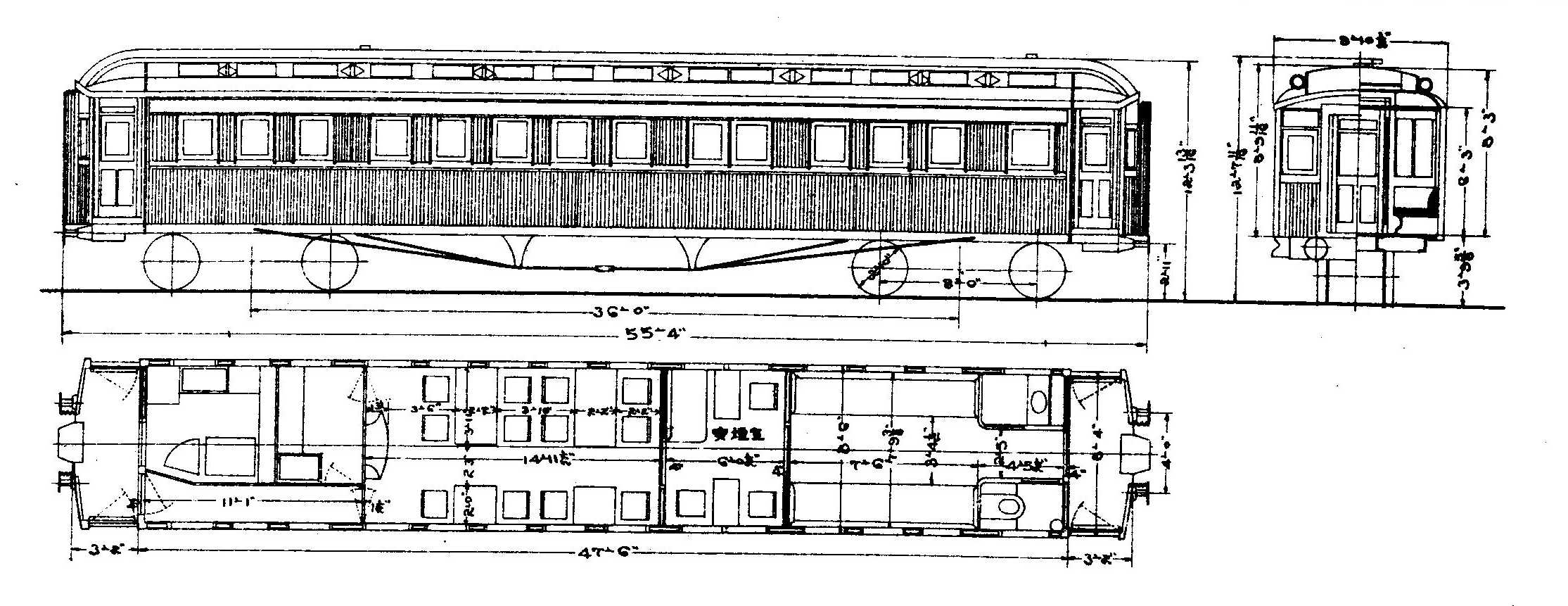
5590形の形式図

#### 二三等車
- 5780形ホロハ5780 - 5849・15780 - 15787
- 5850形ホロハフ5850 - 5879・5925 - 5928
- 5885形ホロハフ5885 - 5896・15885 - 15899

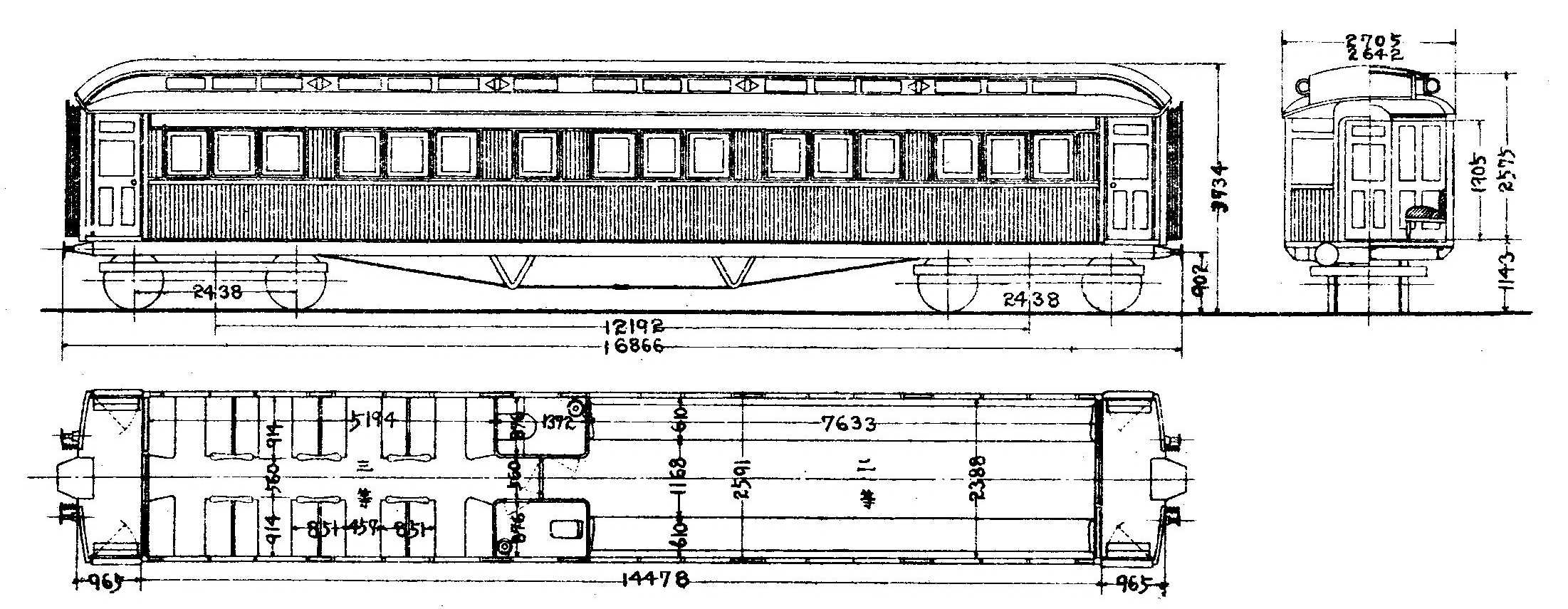
5780形の形式図
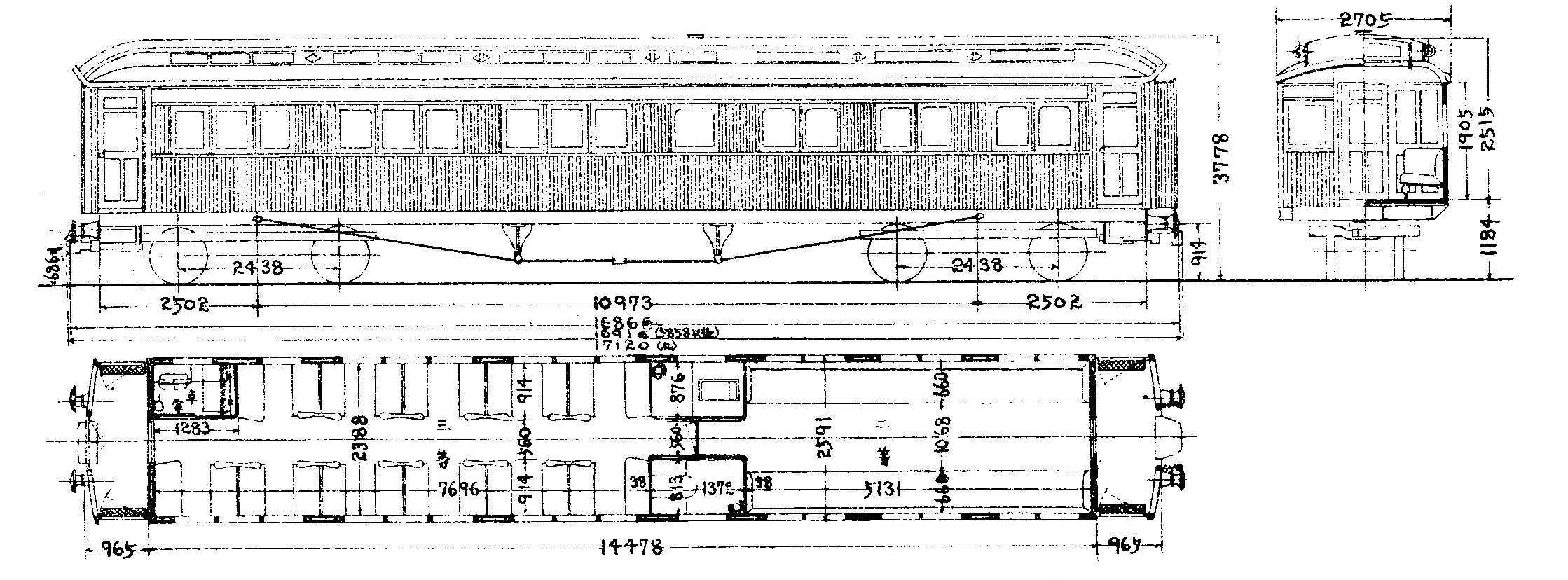
5850形の形式図
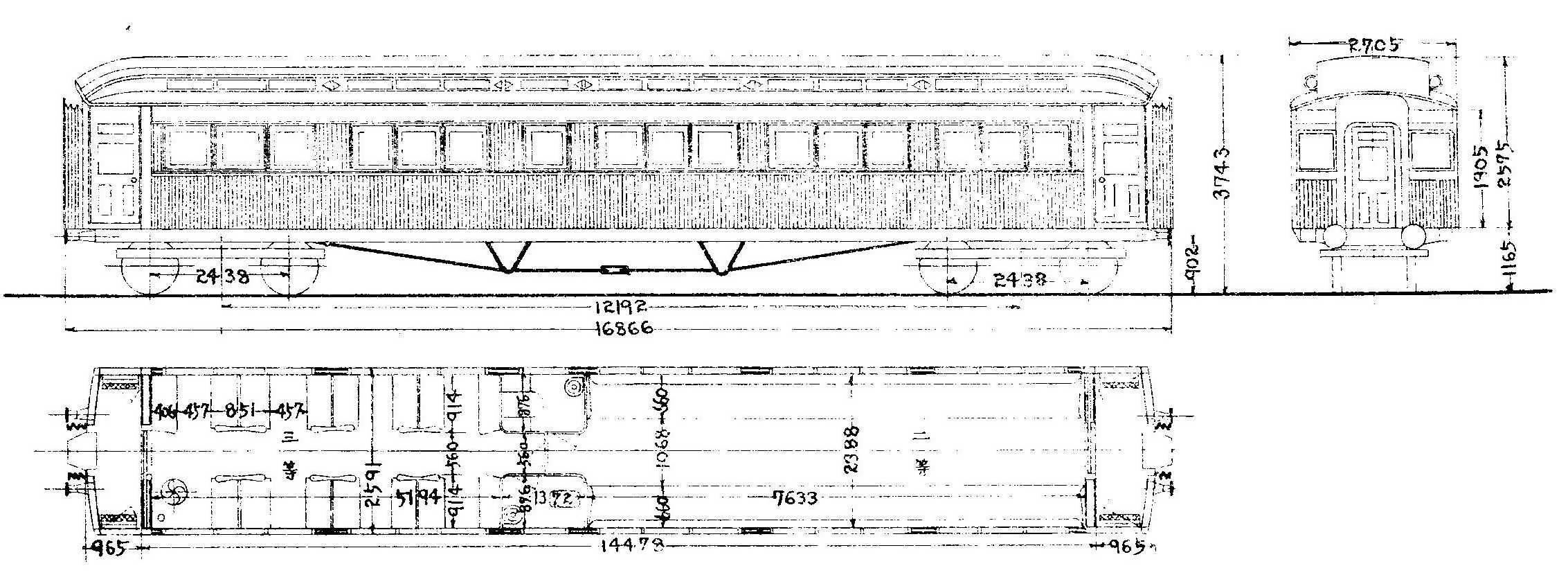
5885形の形式図

#### 二三等荷物車
- 5995形ホロハニ5995 - 5998（宮廷列車編成用客車）

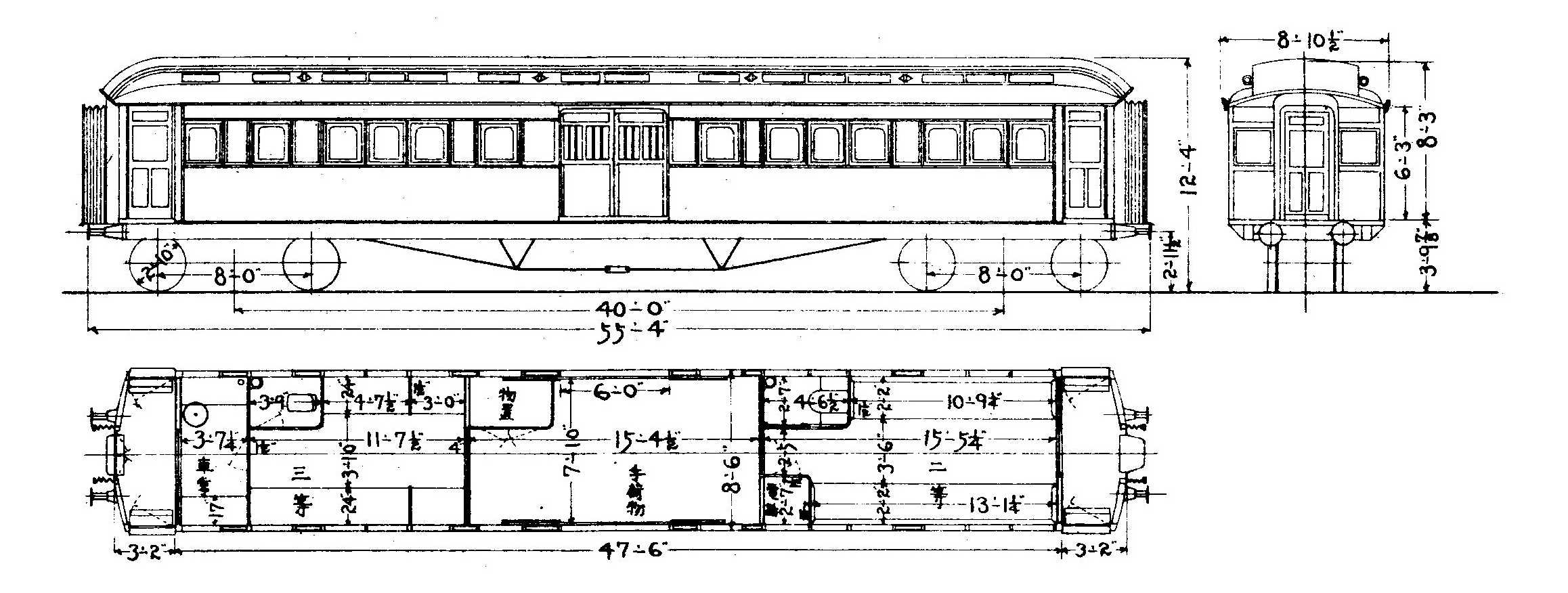
5995形（供奉車235号、236号）の形式図
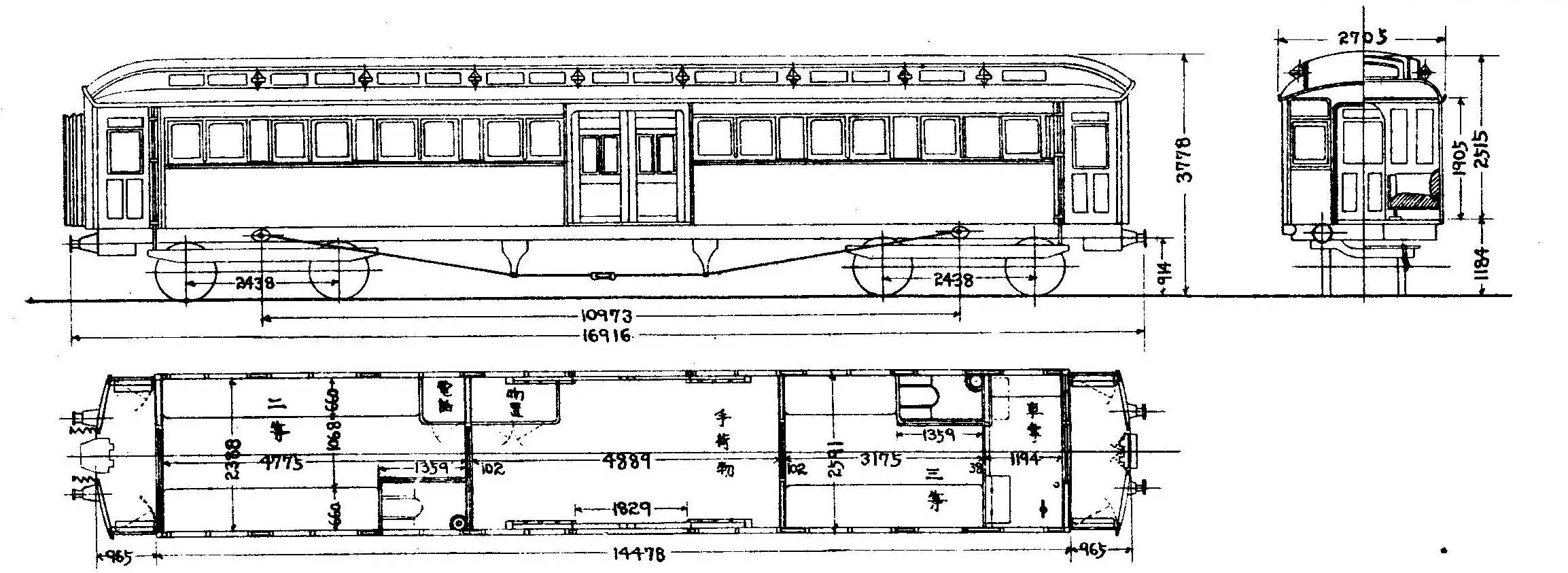
5995形（供奉車230号、231号）の形式図

#### 三等車
- 6810形ホハ6810 - 7162
- 7570形ホハフ7570 - 7899・8000 - 8038・17570 - 17663

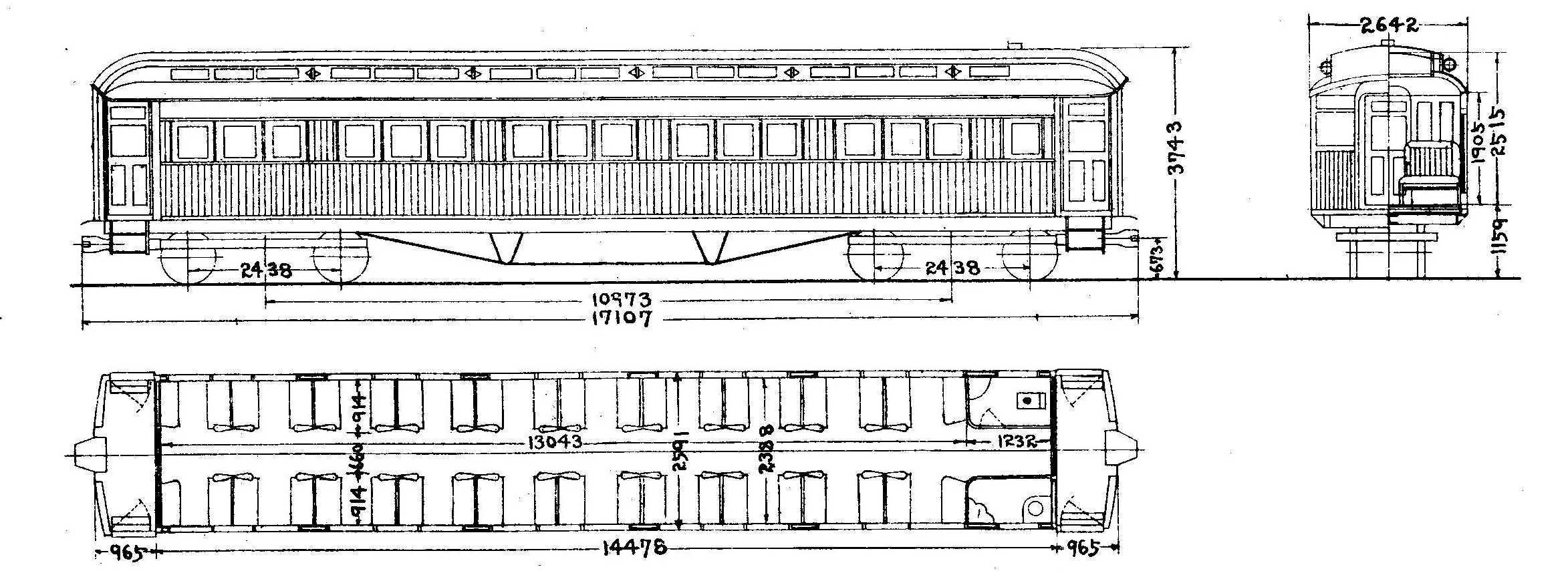
6810形（12000形）形式図
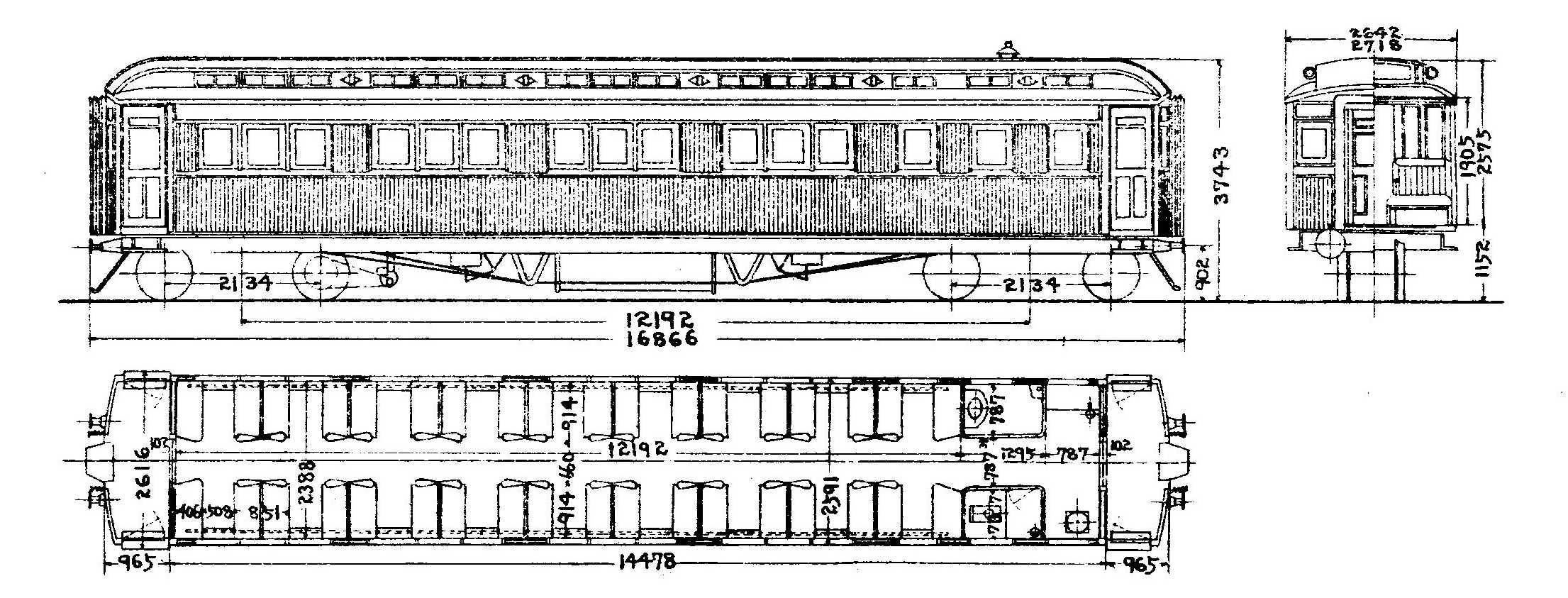
7570形（14000形）形式図
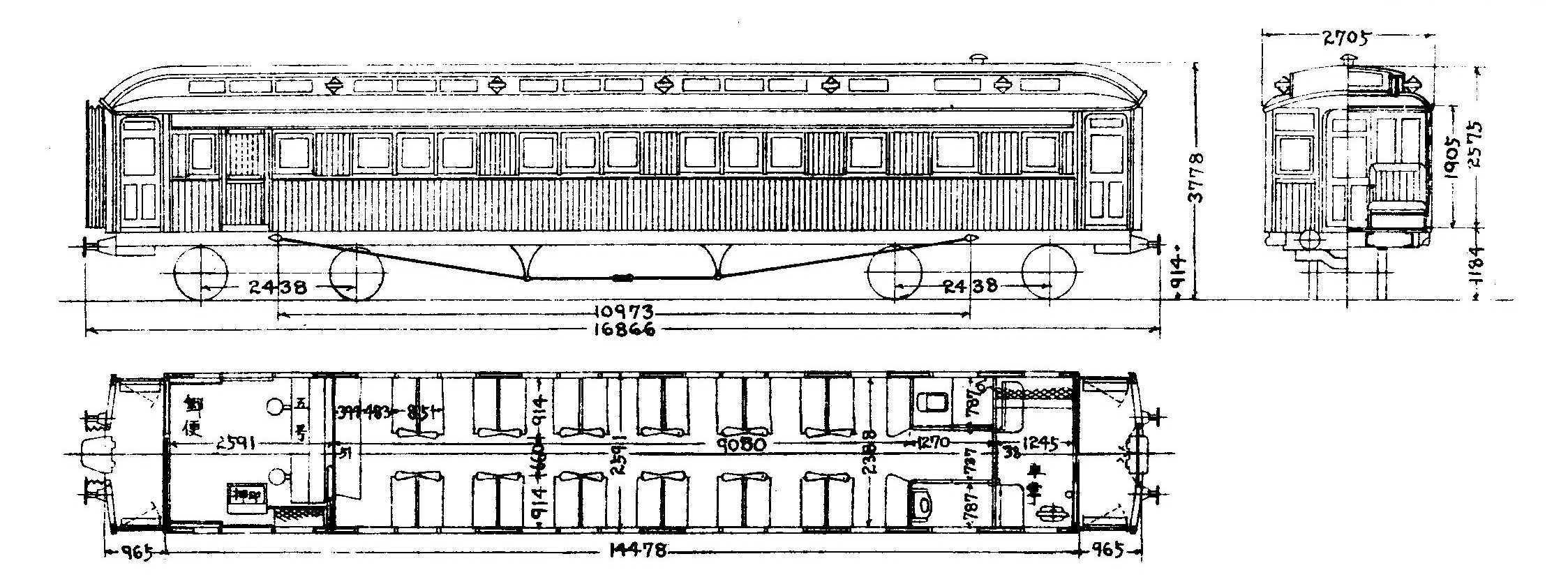
8150形（7570形改造車）の形式図

#### 三等郵便荷物車
- 8190形ホハユニ8190 - 8193
- 8250形ホハユニ8250 - 8252
- 8255形ホハユニ8255 - 8259
- 8260形ホハユニ8260 - 8264

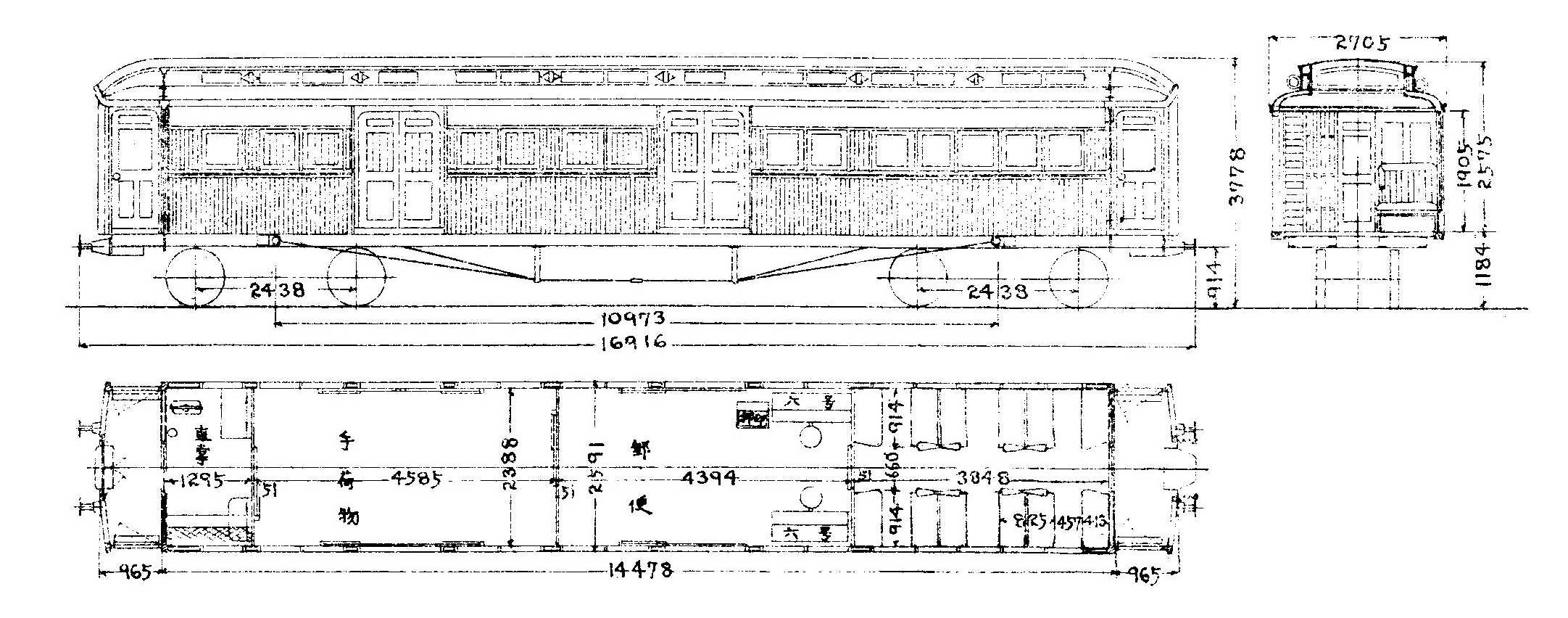
8190形の形式図
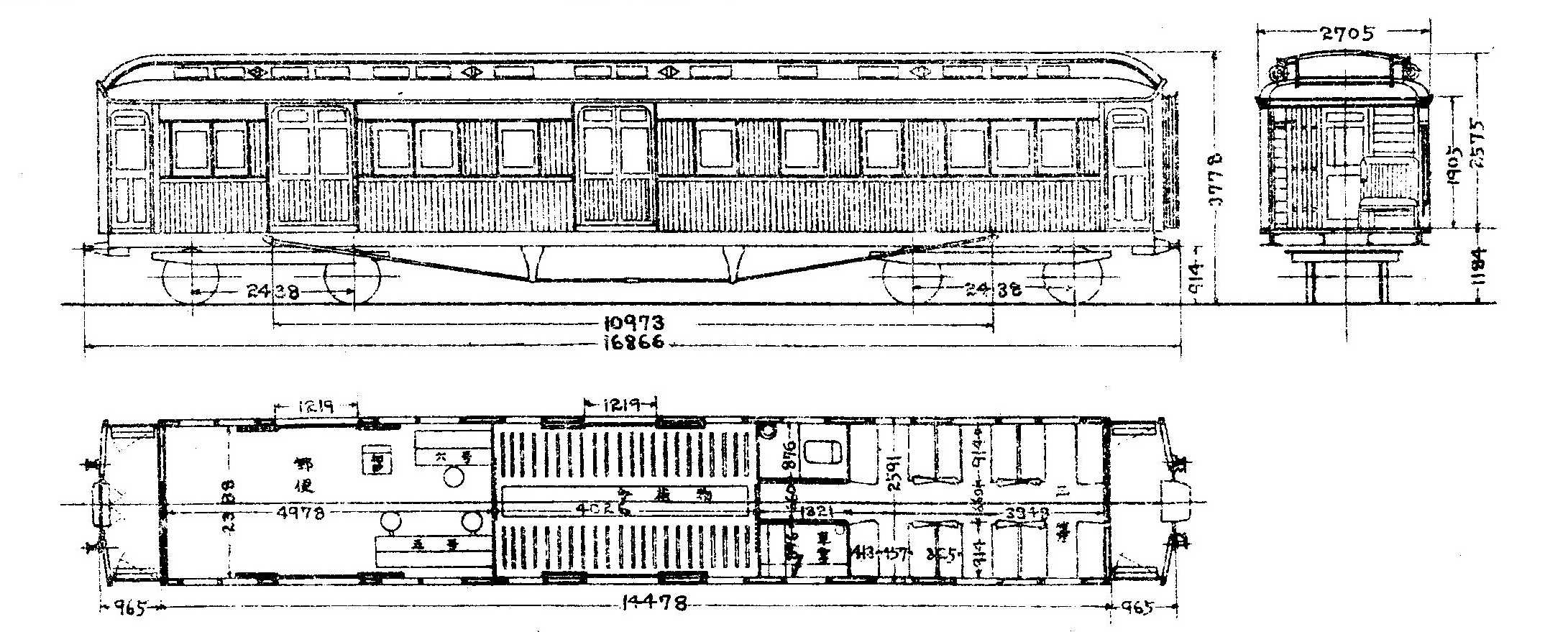
8250形の形式図
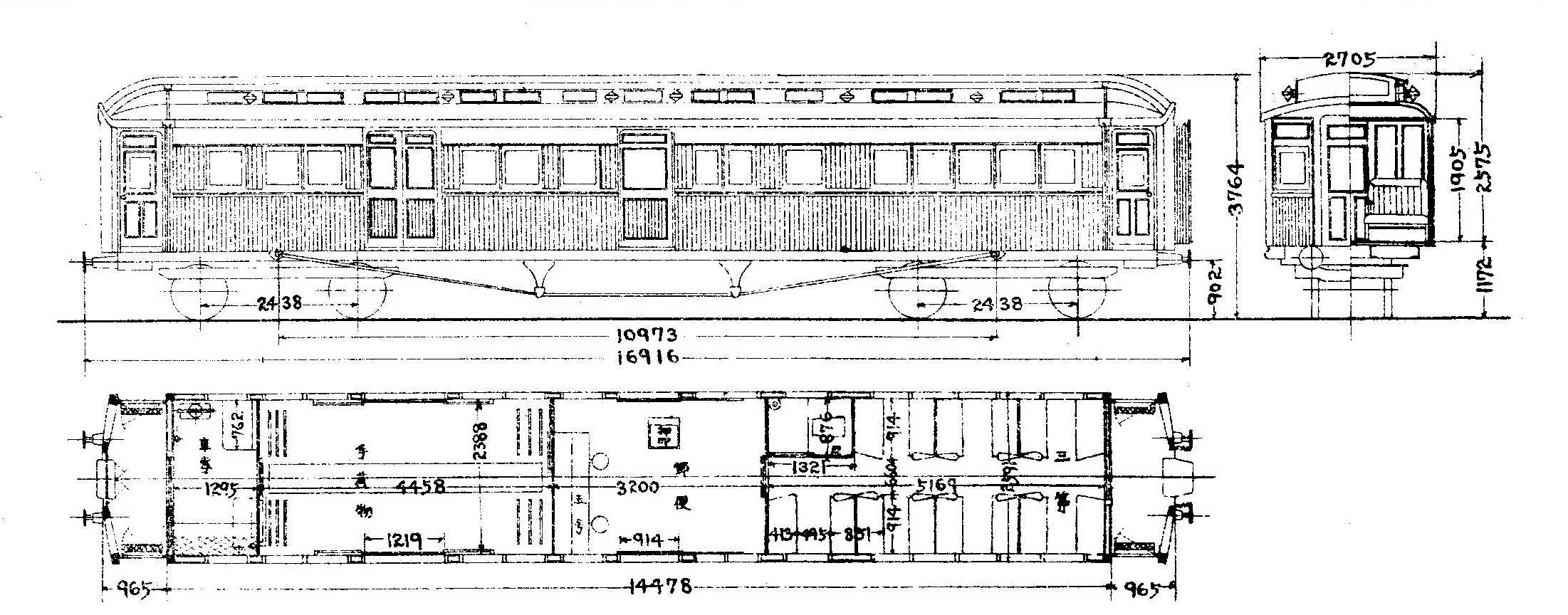
8255形の形式図
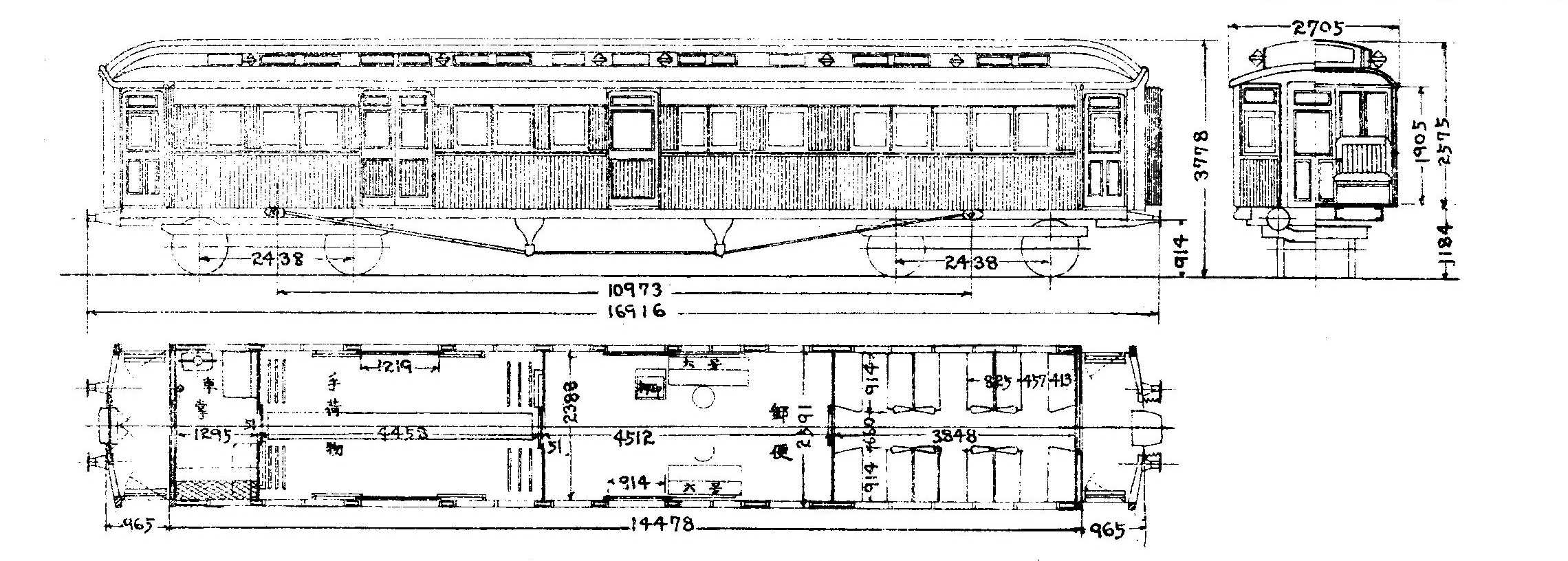
8260形の形式図

#### 三等荷物車
- 8385形ホハニ8385 - 8398
- 8430形ホハニ8430 - 8488・8500 - 8549・8620 - 8632・18430 - 18495
- 8490形ホハニ8490 - 8496

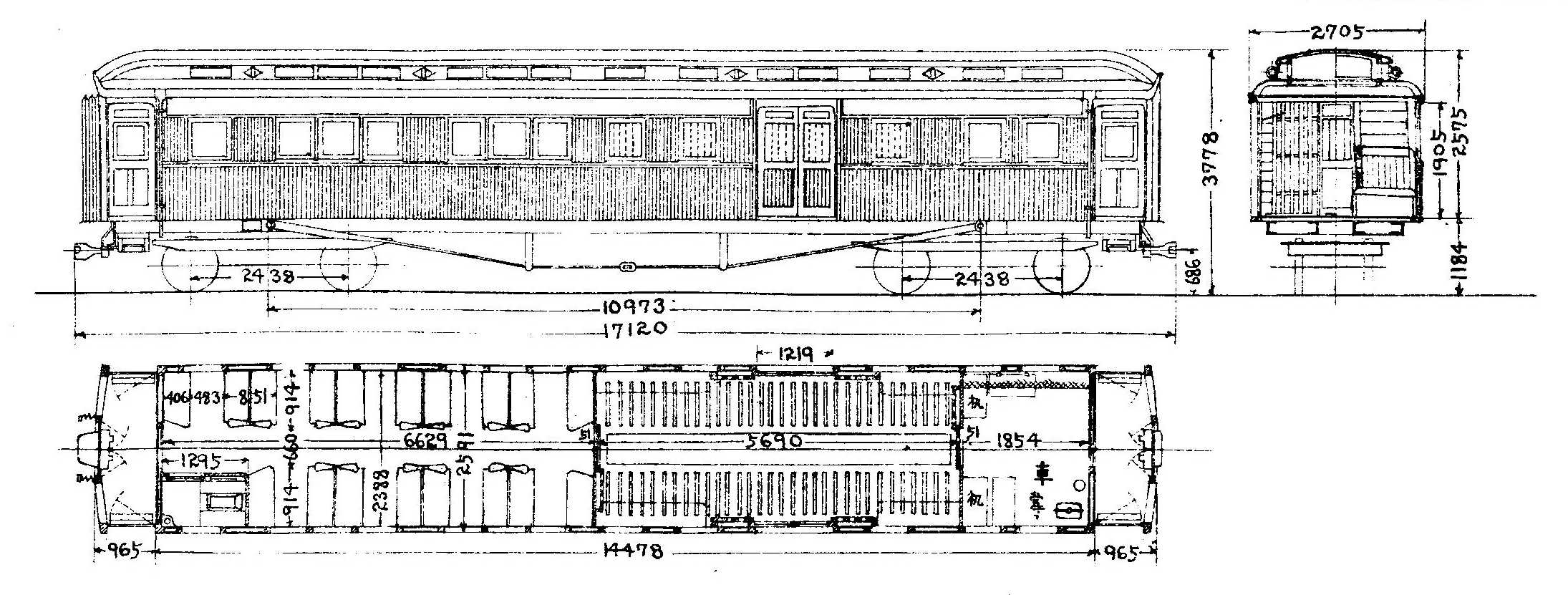
8385形の形式図
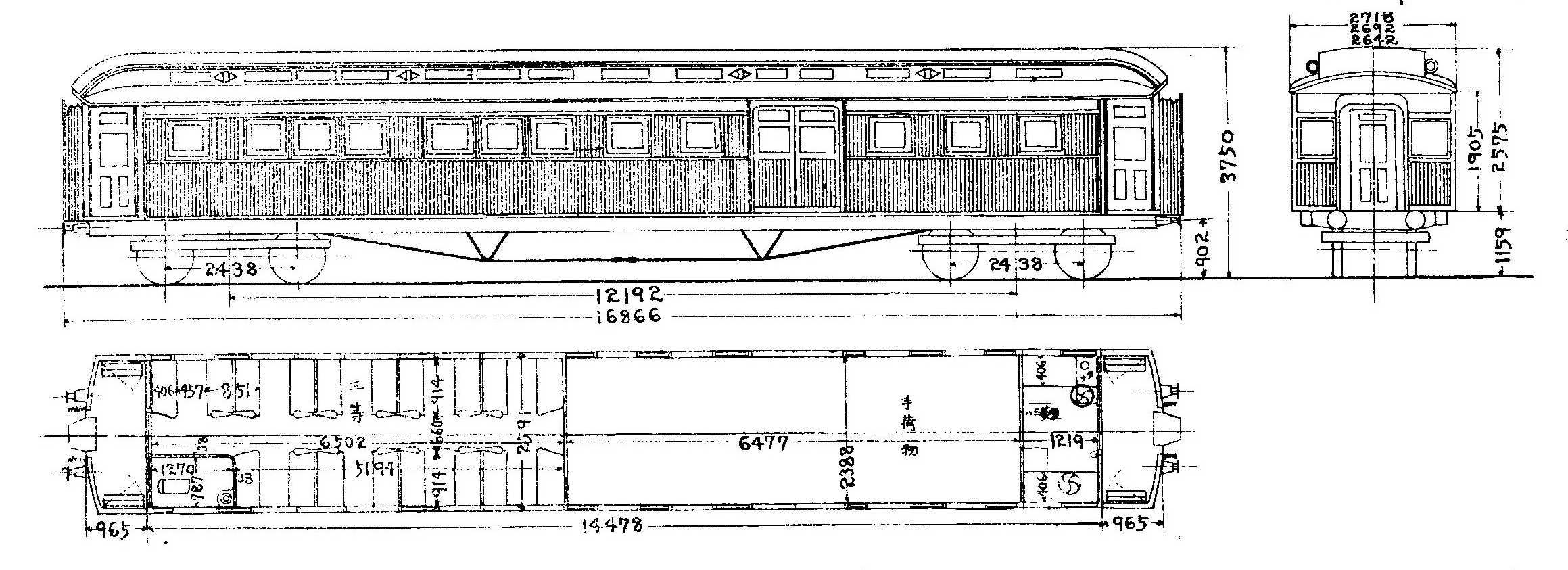
8430形の形式図
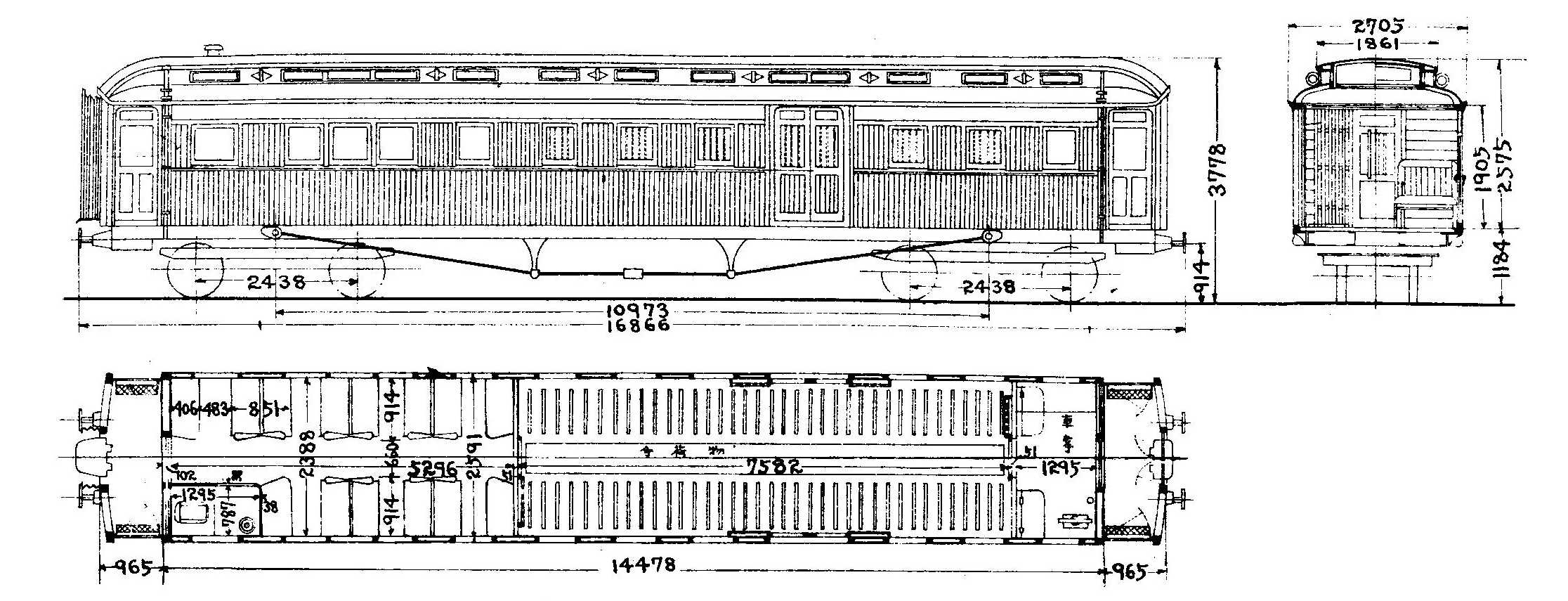
8490形の形式図

#### 郵便車
- 8565形ホユフ8565 - 8573

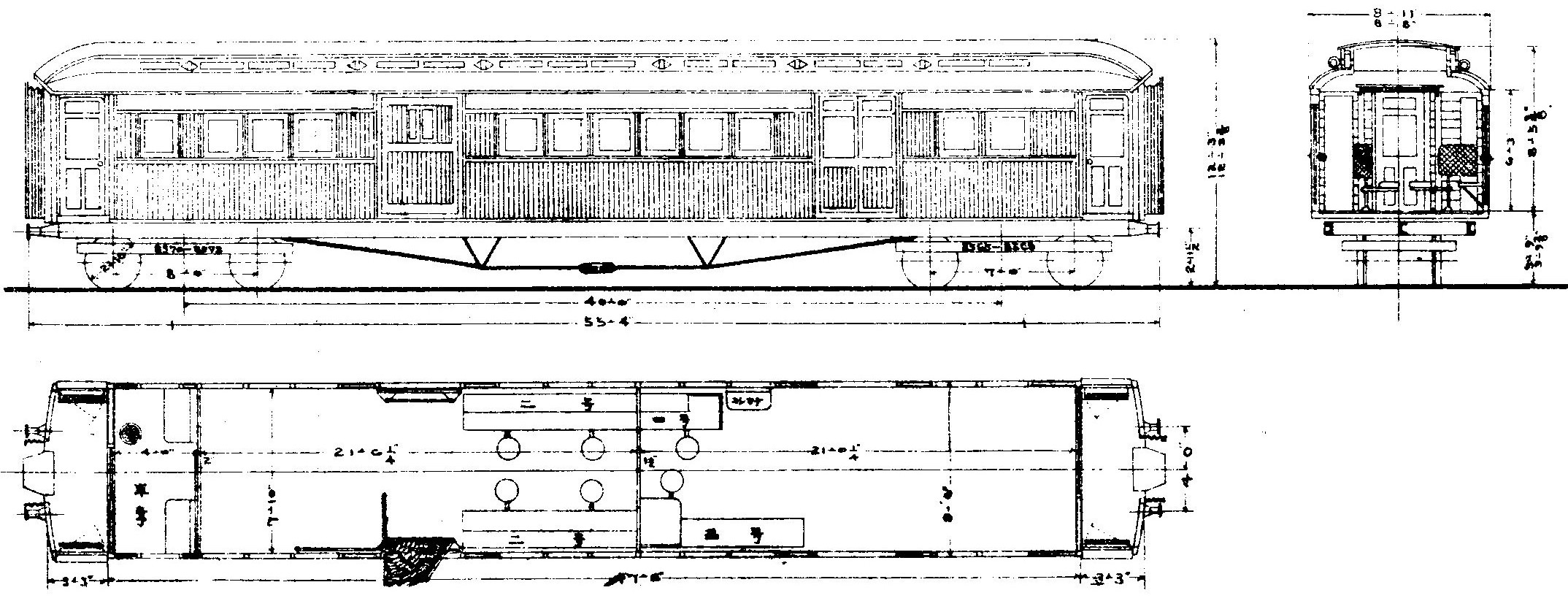
8565形（8565-8572）の形式図
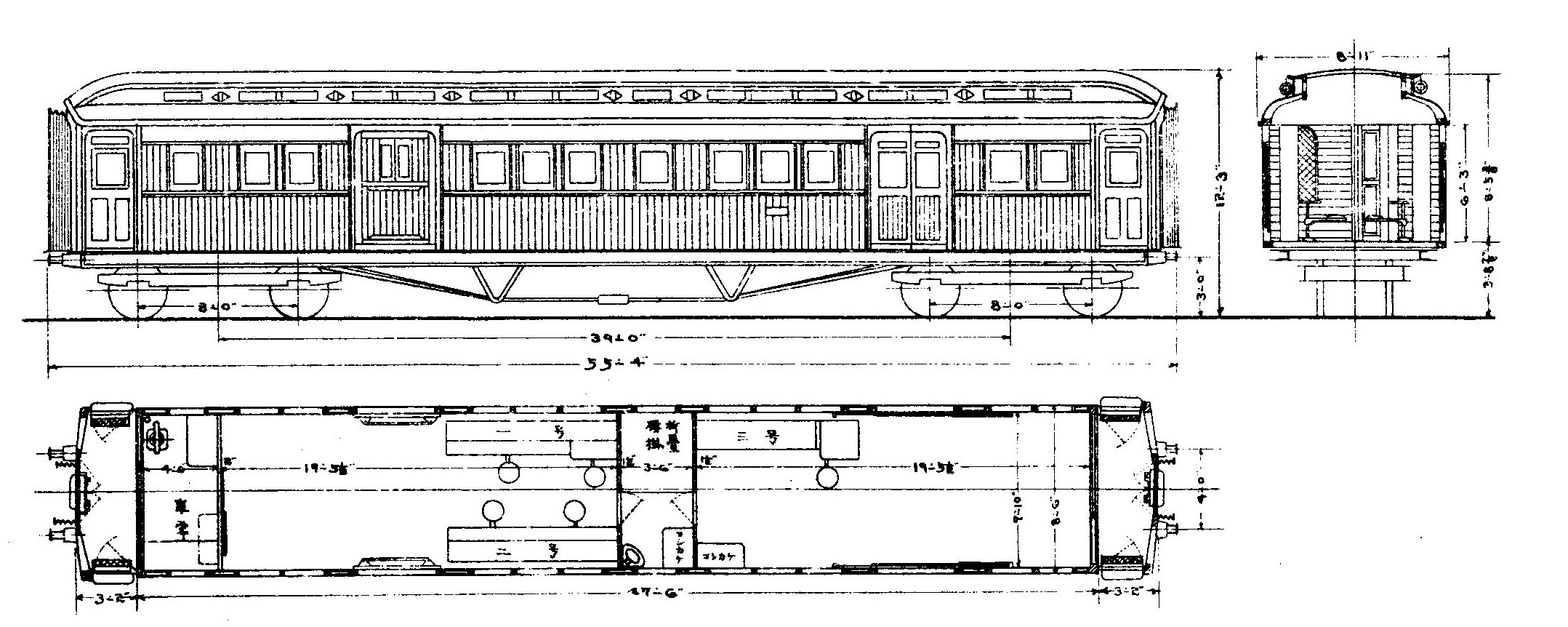
8565形（8573）の形式図

#### 郵便荷物車
- 8725形ホユニ8725
- 8745形ホユニ8745 - 8784

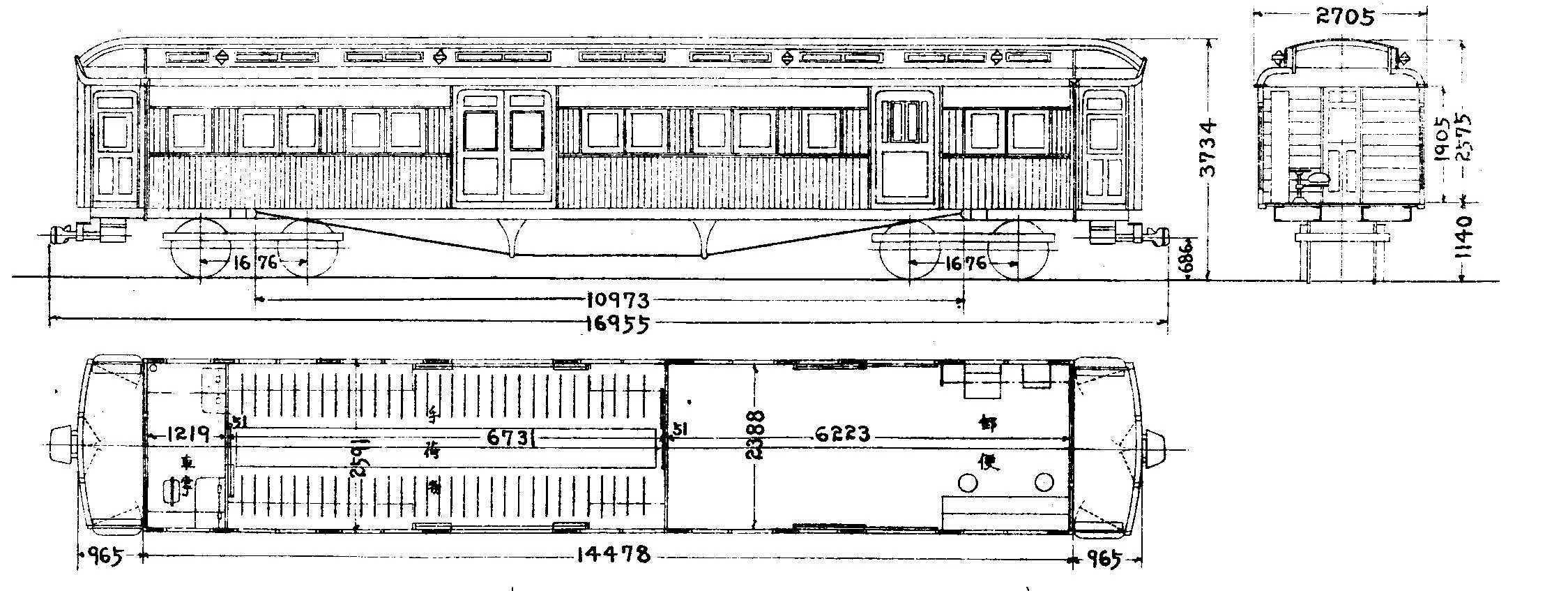
8725形の形式図
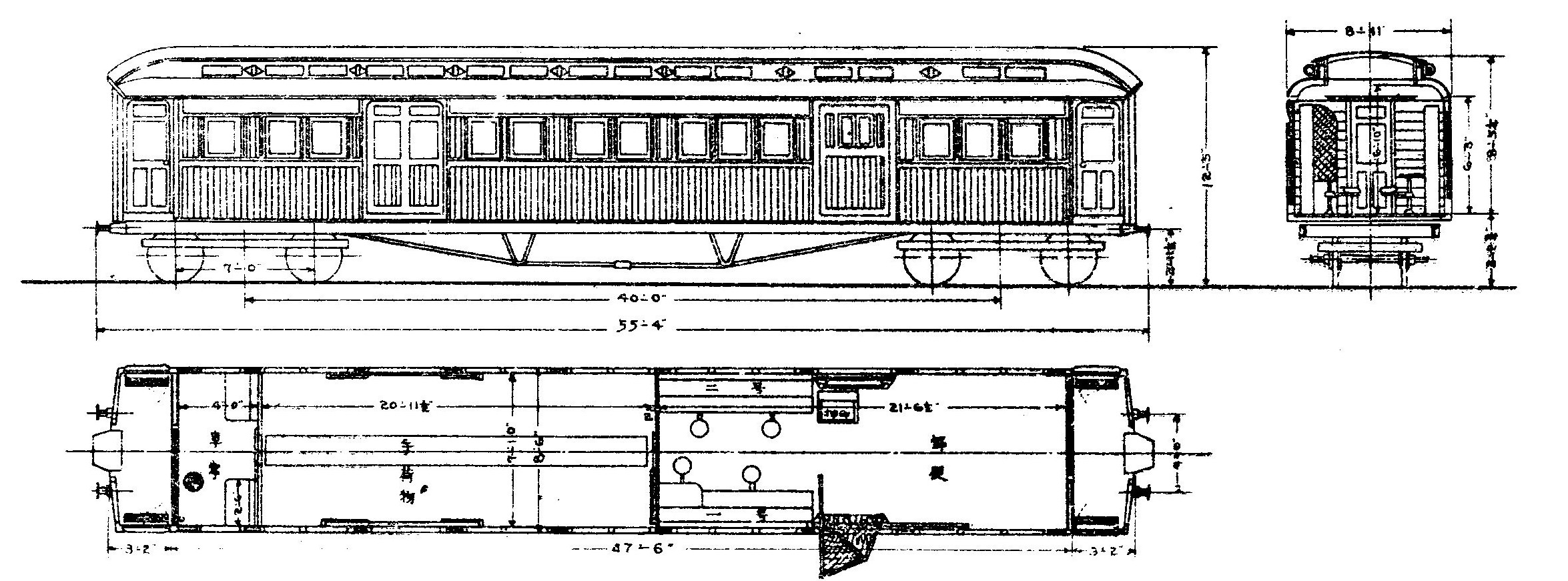
8745形の形式図
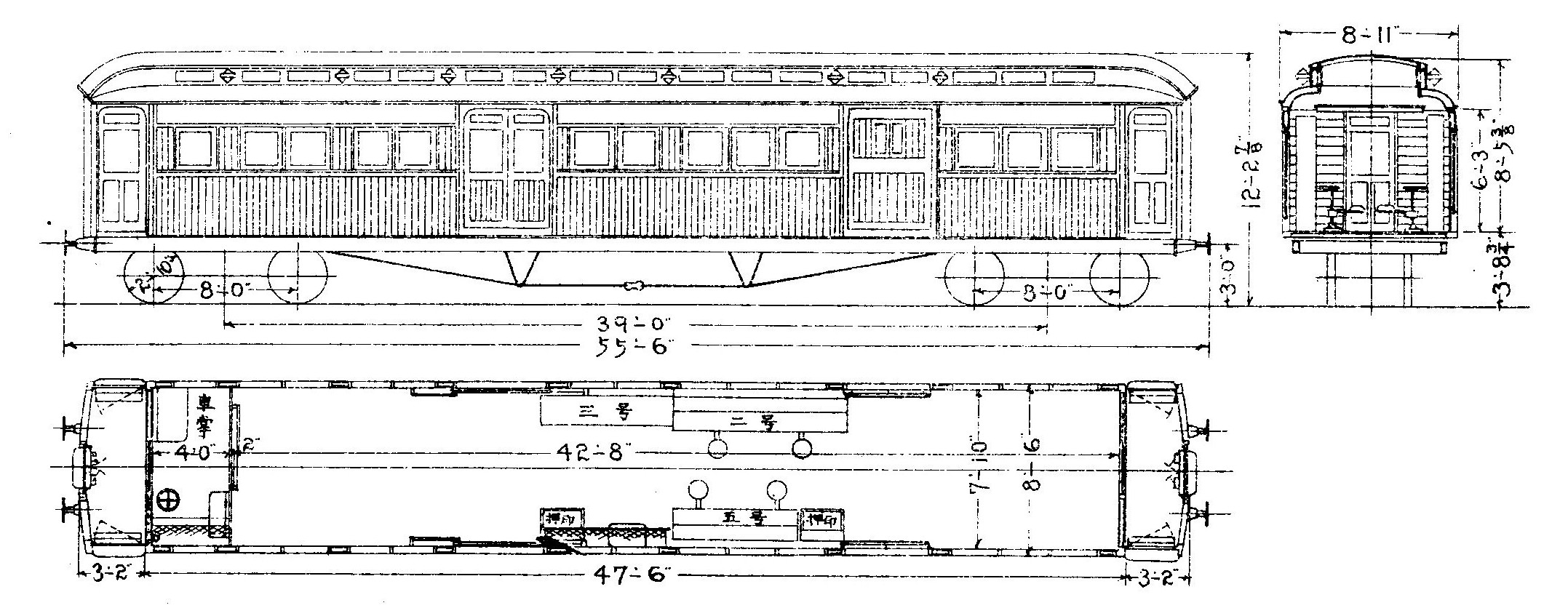
8565形（8574-8577：8745形改造車）の形式図

#### 荷物車
- 8900形ホニ8900 - 8928

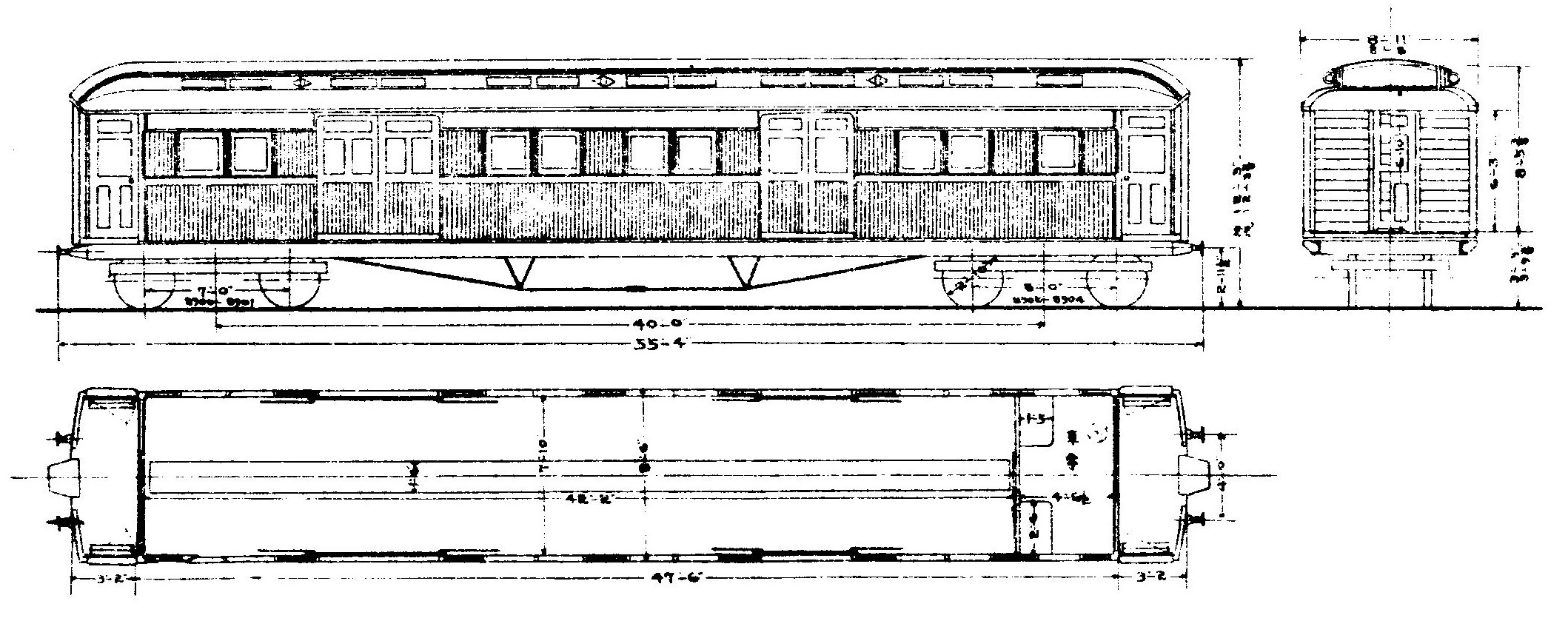
8900形の形式図

### 3軸ボギー車

#### 御料車
- 6号御料車
1910年に新橋工場で製造された、初の20m級御料車。製造当時の技術の粋と贅を尽くして採算性度外視で設計製造され、全御料車中で最も華麗な内外装を備える車両として知られる。側面腰板に巨大な一枚板を使用し、中央に広窓を設け、更に台枠側梁を魚腹形とするなど各部に特殊設計が目立つが、二重屋根の明かり取り窓部に並ぶ水雷形通風器や妻面に設けられた窓など、主要部の設計は本系列の特徴を示す。台車は当時量産設計が未了であった明治44年式6輪ボギーの先行モデルに相当するが、釣り合いばね部を膨らませてポケット状とし、より背の高い釣り合いばねの使用を可能とした複雑な形状の鍛造釣り合い梁や、特殊な形状のトランサム、特別な定数を採用する重ね板ばねによる枕ばねなど、乗り心地を可能な限り良好なものとするために工作の容易さを完全に度外視して設計された、他例のない特製品を装着する。
6号御料車の詳細については皇室用客車#6号御料車を参照のこと。

- 7号御料車
1914年に9号御料車と共に新橋工場で製造された、20m級御料車。基本構造は本系列量産車に準じ、台車も量産品と同等の明治44年式6輪ボギー（大正3年型）を装着する。
7号御料車の詳細については皇室用客車#7号御料車を参照のこと。

- 8号御料車
基本形客車ベースの御料車としては最後に設計製造された車両。新橋工場の後身である大井工場で、1916年に製造された。台車は7・9号と同様、量産品と同等の明治44年式6輪ボギー（大正3年型）を装着する。
8号御料車の詳細については皇室用客車#8号御料車を参照のこと。

- 9号御料車
1914年に7号御料車と共に新橋工場で製造された、20m級御料車。食堂車として供食設備を備えるが、同時期製造の一般向け食堂車とは車内配置が全く異なる。基本構造は本系列量産車に準じ、台車も量産品と同等の明治44年式6輪ボギー（大正3年型）を装着する。
9号御料車の詳細については皇室用客車#9号御料車を参照のこと。

#### 特別車
- 9010形ストク9010・9011
1907年鉄道作業局新橋工場製造のトク1→9005形オトク9005の代替あるいは増備車として、ストク9010（1911年3月）とストク9011（1911年7月）の2種各1両、合計2両が製造された、皇室以外の特殊旅客輸送に対応する19m級特別車。2両共に九州鉄道から承継されたアメリカ・J.G.ブリル社製3軸ボギー台車および台枠を活用して、新橋工場で製造された。
客室はいずれも定員8名で、オープンデッキ式の展望台・ソファが並ぶ開放型の展望室・寝室・大型の食卓を中央線路方向に置いた食堂・調理室・給仕室・車掌台が連なる基本的なレイアウトはオトク9005のそれを引き継いでいた[30]。これに対し、寝室については側廊下に大型のベッドを配した主賓用寝室[31]・便所[32]・随員用寝室兼喫煙室という並びの9010、中央通路式でプルマン寝台を備えた主寝室・側廊下に便所・随員用寝室兼喫煙室を並べた9011、と2両で使用目的に合わせレイアウトに相違が存在した。
これらの特別車は主として海外からの使節・高官などの皇族・王族以外の要人の移動に供せられ、一般に1・2列車や5・6列車といった東海道・山陽本線優等列車の最後尾に随時連結して運用されたが、国内の皇族以外の貴顕・政府高官、特に朝鮮総督府高官の移動に多用されていたことが知られる[33]。
オトク9010・9011への改称後、1928年の称号改正により19900形オヤ19900・19910形オヤ19910へ改番されている。
オヤ19910は1931年に廃車され、オヤ19900は1939年から1942年に救援車に改造[34]、1953年の称号改正により19900形オエ19900に改番され、1956年に廃車された[35]。

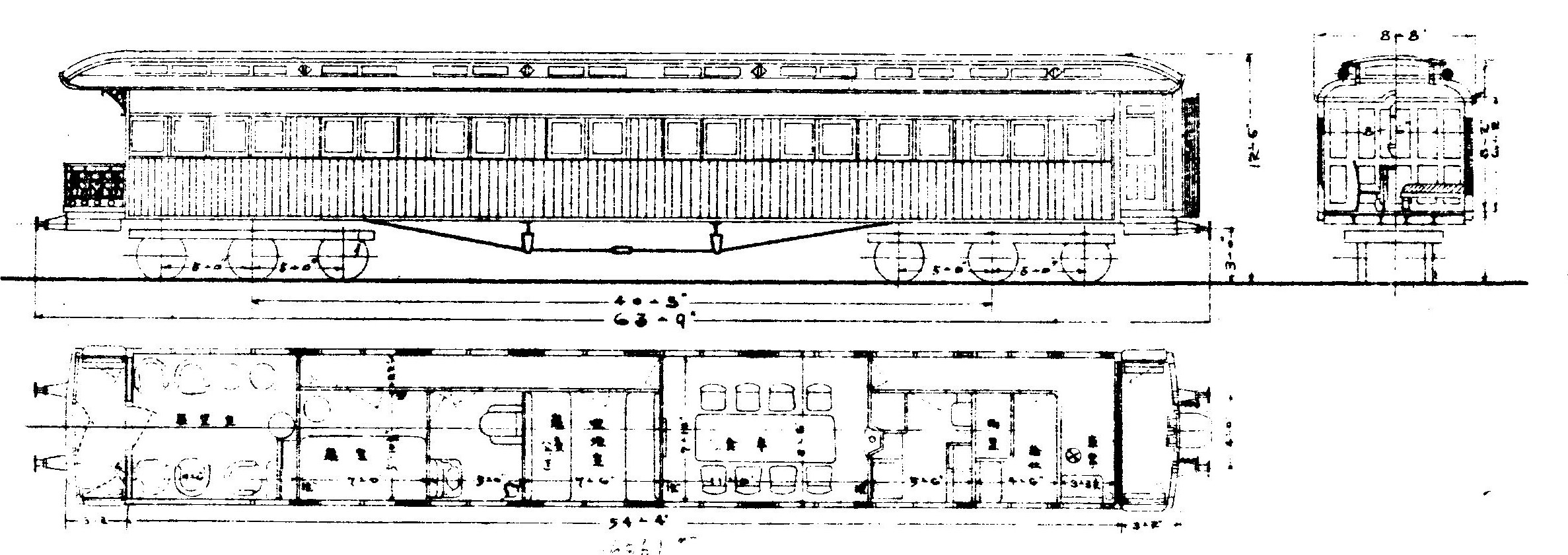
9010形ストク9010の形式図
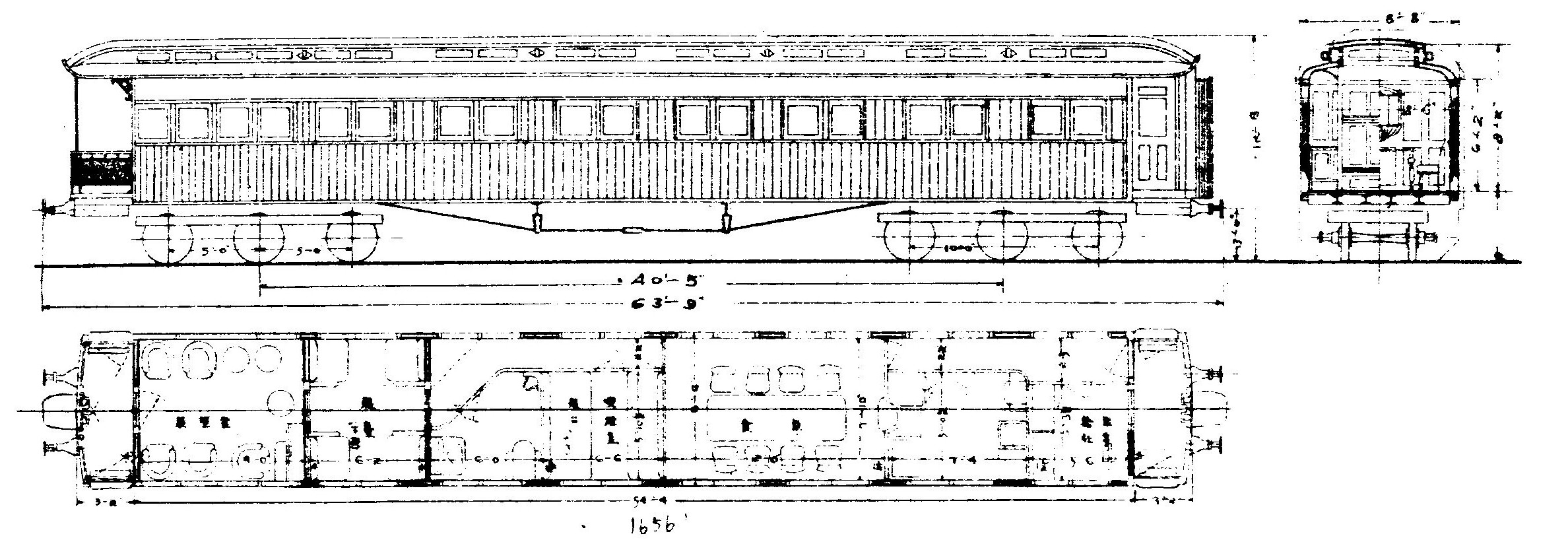
9010形ストク9011の形式図

#### 一等展望車

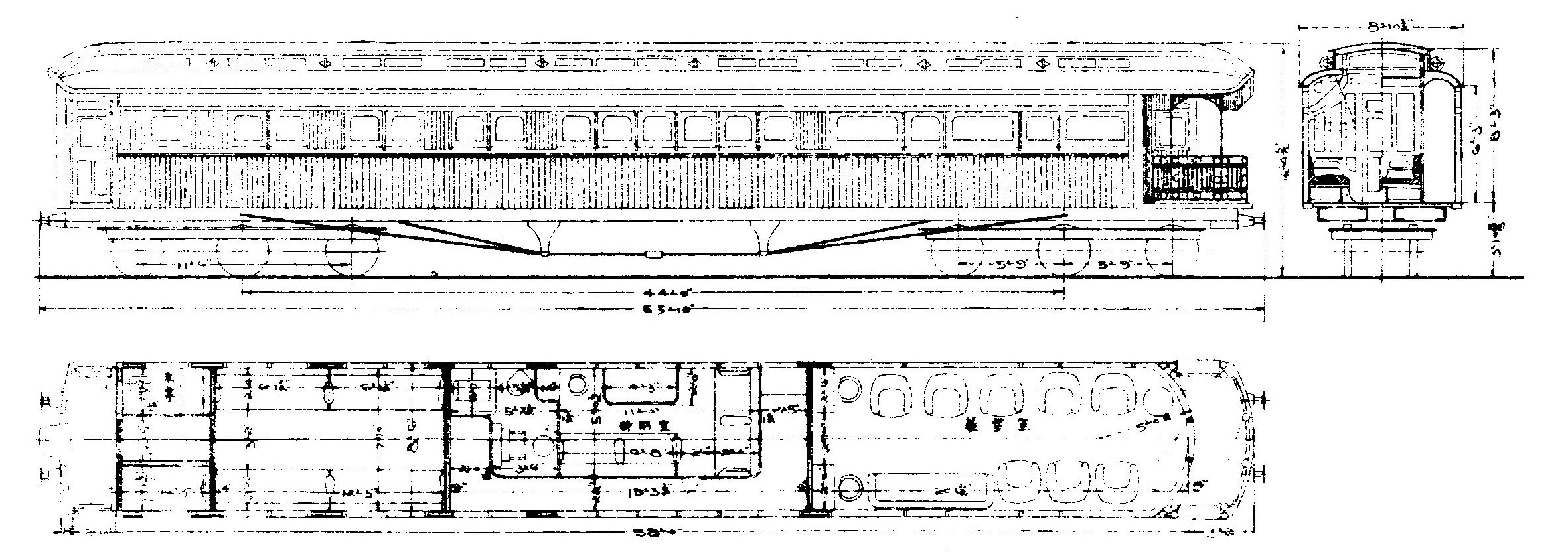
9020形ステン9020 - 9024
1912年（明治45年）6月　東海道本線・山陽本線の新橋－下関間に、一等・二等車のみで編成された日本初の特別急行列車である1・2列車（後の「富士」）が運行開始されたが、その最後尾に連結する一等展望車として5両が新橋工場で製造された。これは1908年にアメリカから輸入され、やはり新橋工場で組み立てられた九州鉄道の置きみやげであるブトク1のそれを参考とした20m級3軸ボギー車であり、展望室の後面は当時としては高価な曲面ガラスを使用し、展望室は安楽椅子11人分。中ほどは専用化粧室付きの区分室があり、定員は座席8、寝台2。その前位には長手方向の2段寝台を上下8人分設けた寝台室[36]となっていた。
1922年11月の記号変更でオテン9020 - 9024に改称されたが、1925年に荷物車の19980形マニ19980 - 19984へ格下げ改造されている。
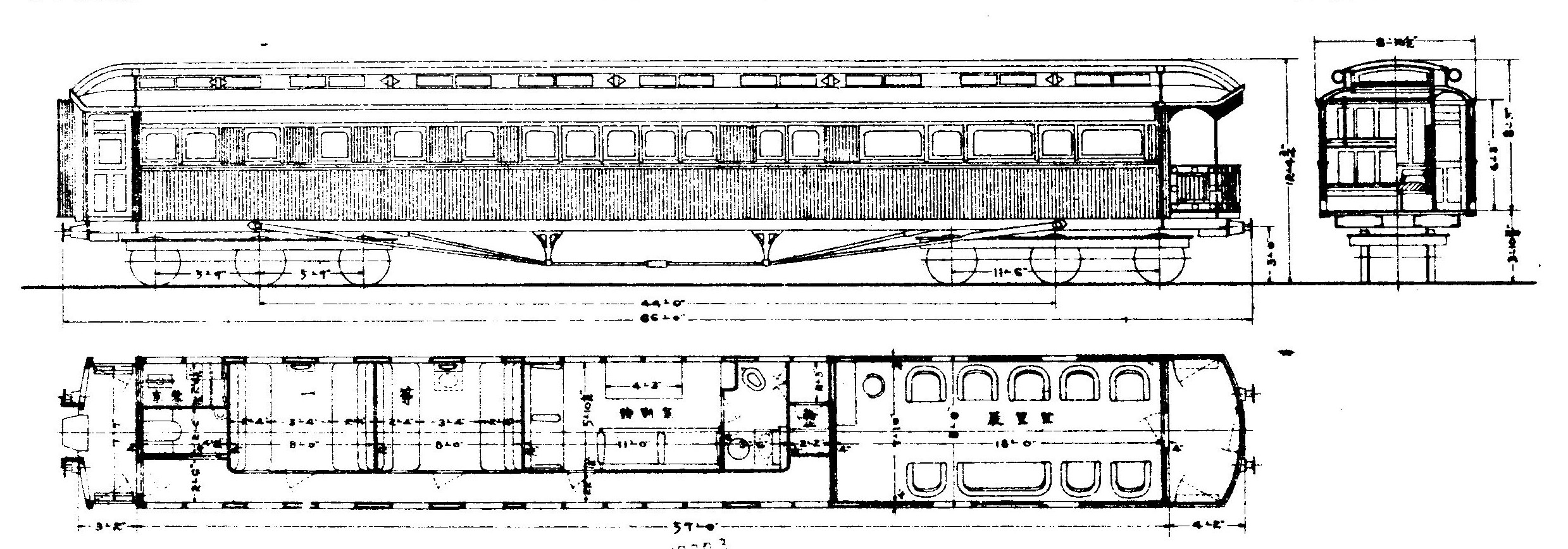
9025形ステン9025
1913年に1両のみ増備された。製造は新橋工場である。展望室後面は平面ガラスに変更され、寝室は区分室となって2段寝台4人用が2室。中央の特別室の定員は9020形と同一である。
1920年代に入り1・2列車が新製の大形3AB車で順次置き換えられた後も、記号を1922年11月にオテン9025に改めつつ同列車用の予備車[37]兼寝室付貸切展望車として残り、1928年の称号改正の際にもそのままで17000形オイネテ17000となっている[36]。
1932年に荷物車19100形スハニ19110に改造され、1955年に廃車された[38]。

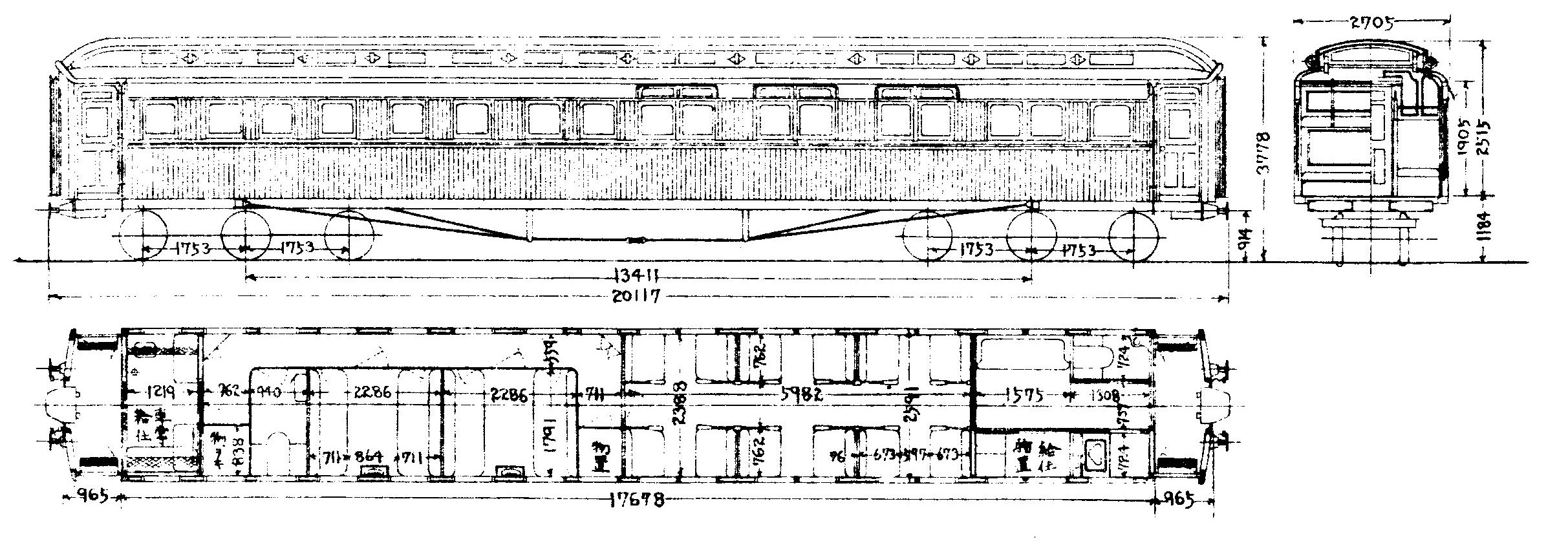
9020形の形式図
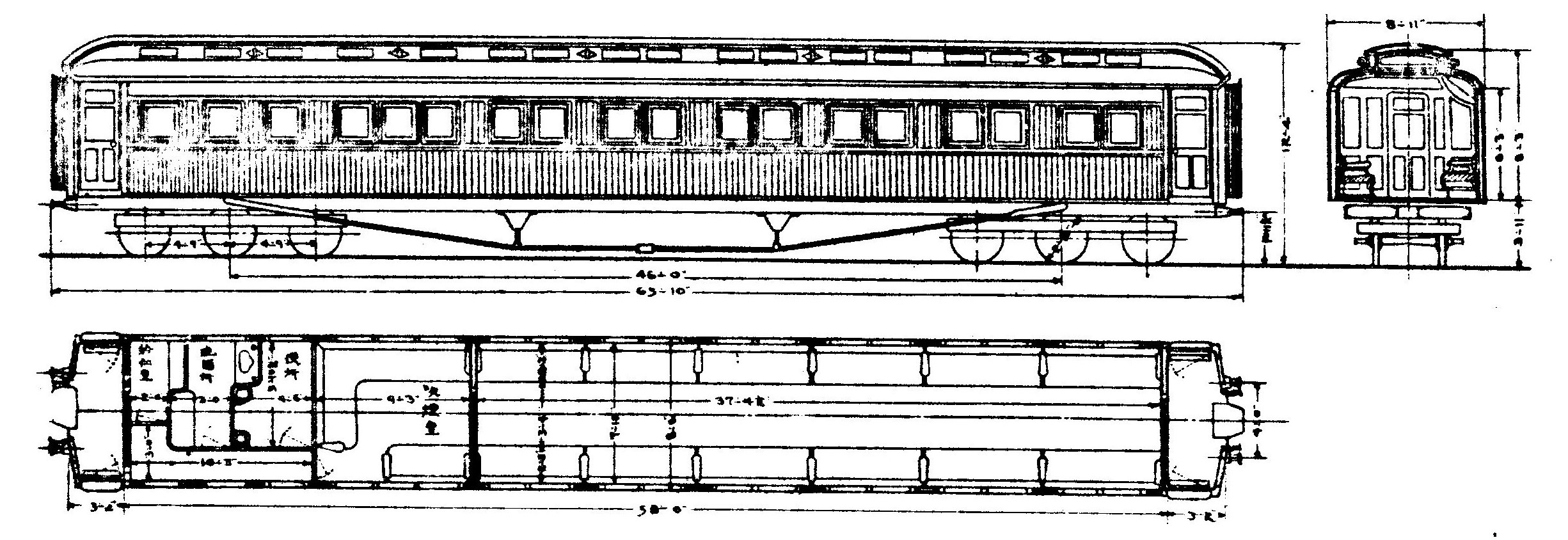
9025形の形式図
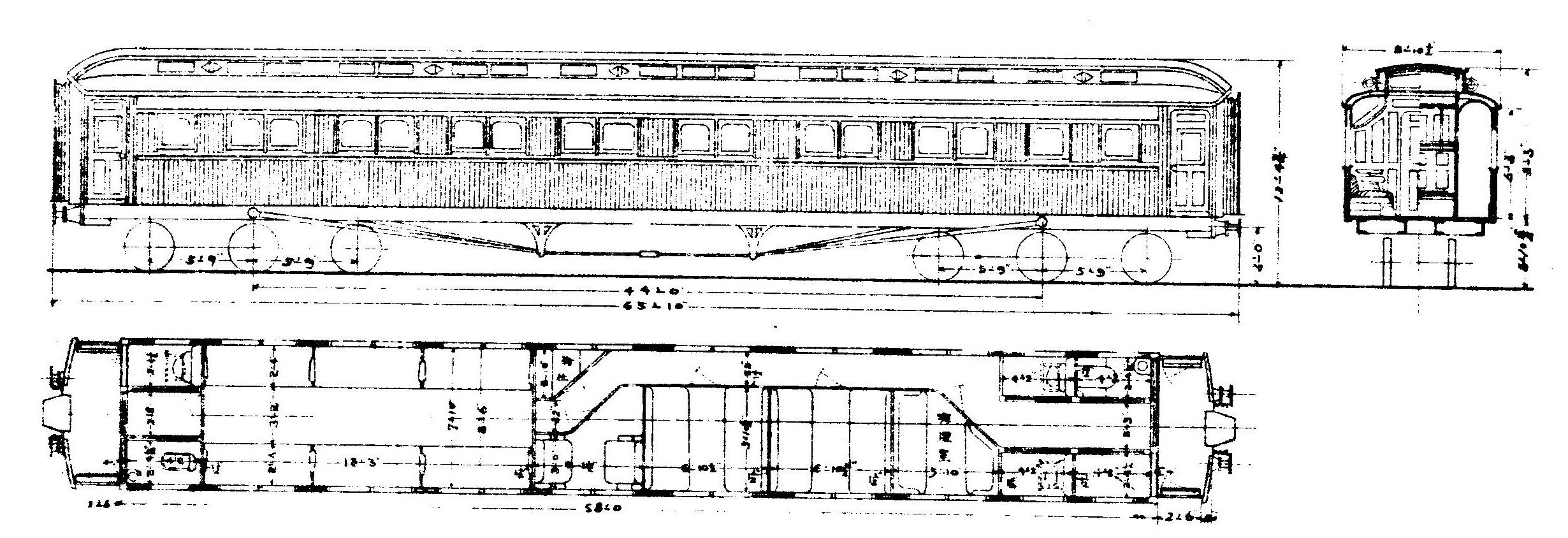
10005形の形式図
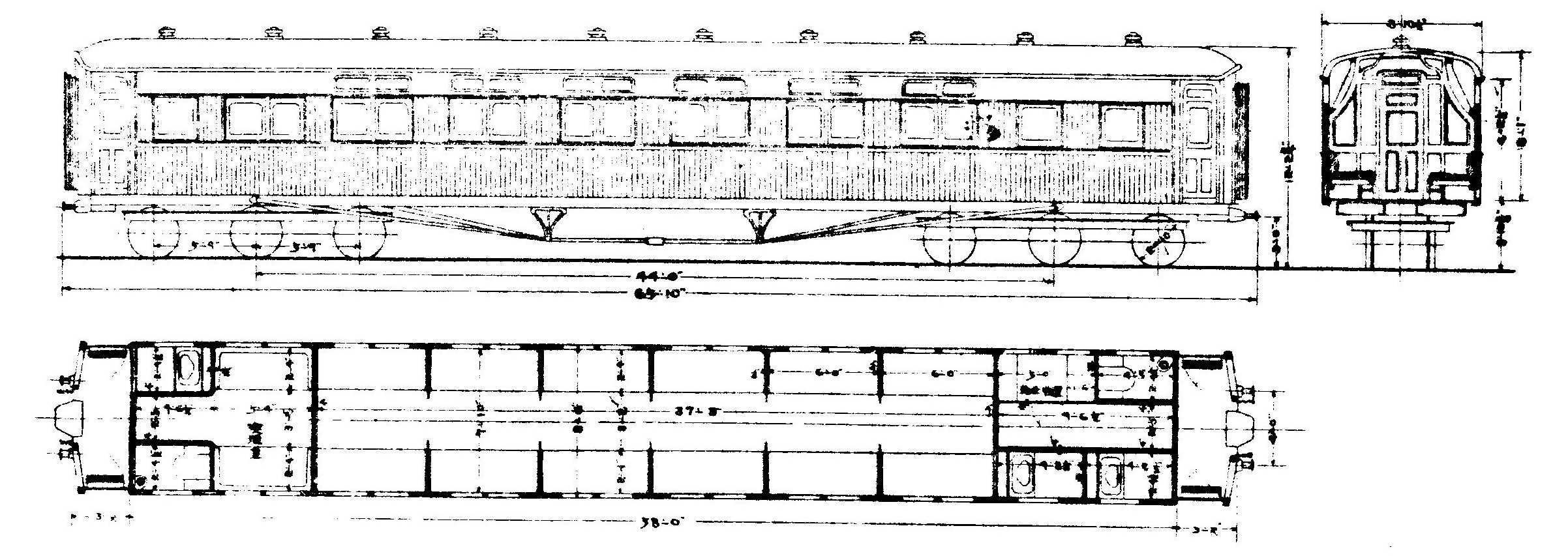
10015形の形式図
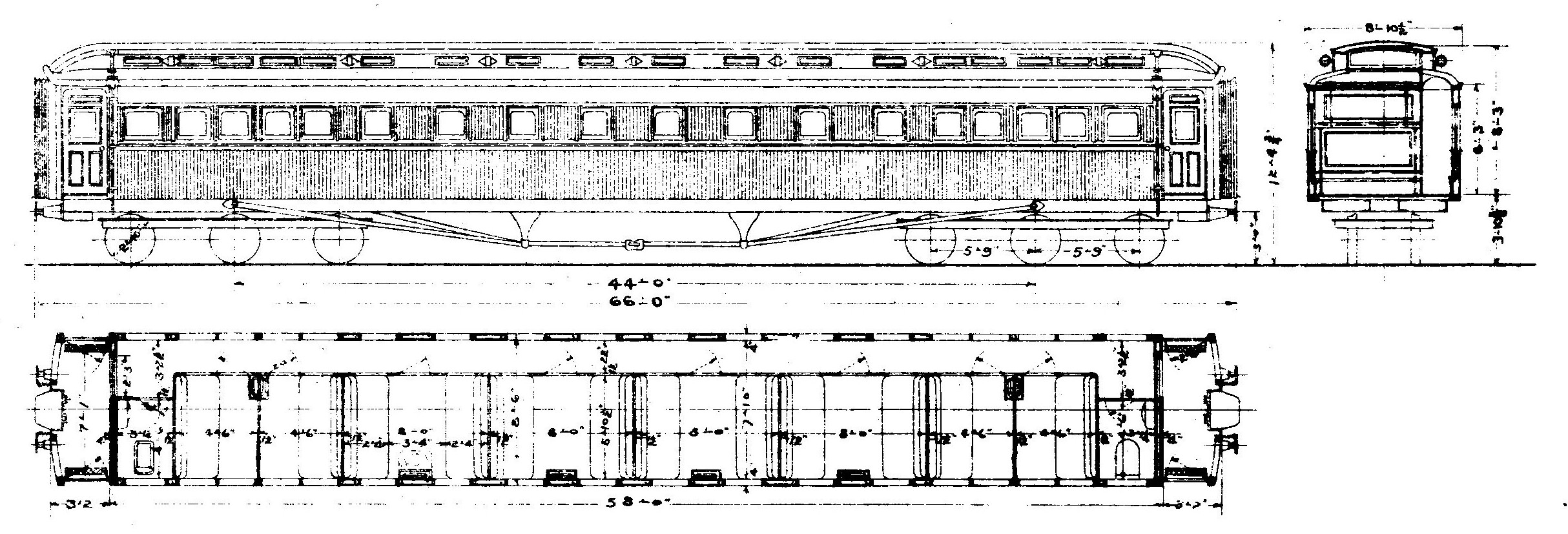
10025形の形式図
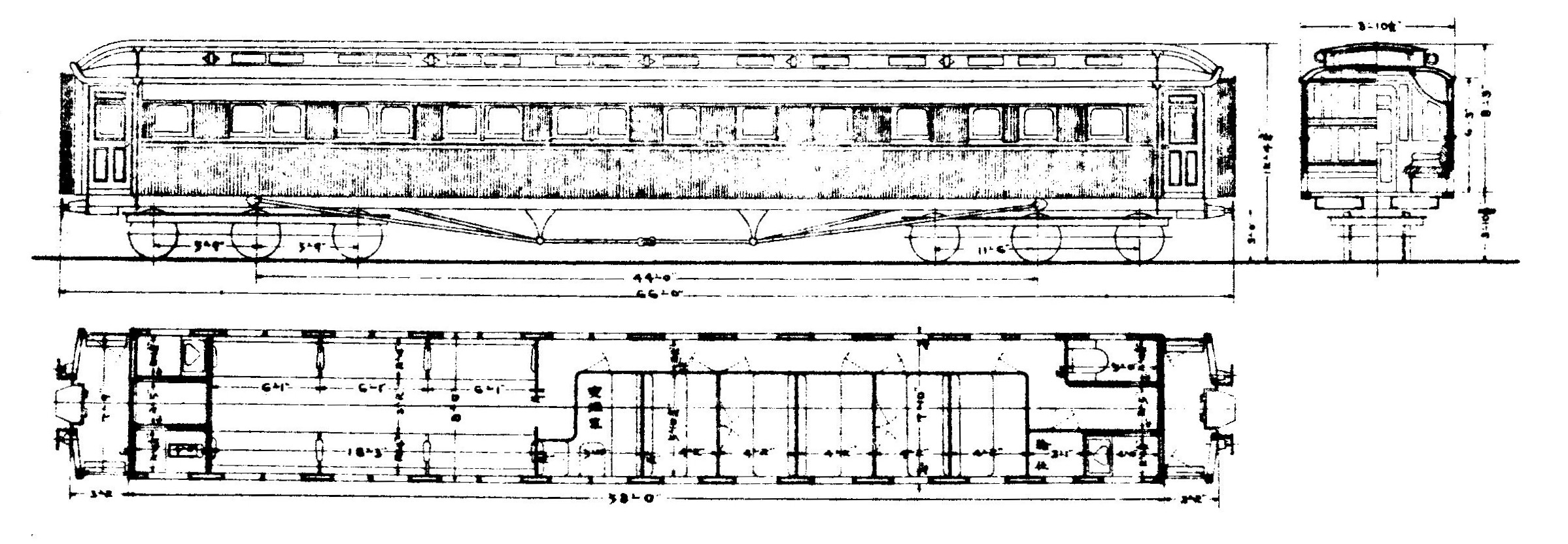
10030形の形式図

#### 一等寝台車
- 9060形スイネフ9060 - 9063
1915年に大井工場で4両が製造された、20m級一等寝台緩急車。二重屋根を備え、開放室部分の側窓には別途幕板部に明かり取り窓を設ける。台車は明治44年式6輪ボギーである。客室は順に車掌室、便所、側廊下式区分室2つ、中央廊下式のプルマン式寝台を備えた開放室、喫煙室、便所となっており、区分室は座席定員12人・寝台定員8人、開放室は昼間・寝台共に定員12人となる。なお、喫煙室は当初3人掛けの座席を2組、通路を挟んで向かい合わせに設置していたが、1920年に廃車となった9062を除く3両は1923年6月に大井工場で一方の喫煙席3人分を撤去し、そこに給仕室を設置する工事を実施している。
1928年の称号改正で17280形オイネフ17280 - 17282となったが、後に設備はそのままで開放室を格下げしてオイロネフ17280 - 17282へ改称されている。
- 9065形オイネ9065
1910年に神戸工場で1両のみ製造された、二重屋根を備える20m級一等寝台車。明治39年式6輪ボギー台車を装着し、台枠構造が以後のものとは異なる。座席定員36人、寝台定員24人のツーリスト式寝台を備え、便所・洗面所等を側廊下式配置として、寝台室との間に喫煙室を置いた、特徴的な客室レイアウトを備える。後に鷹取工場で19965形スニ19965へ改造されたと見られている[39]。
- 10000形スイネ10000 - 10004
1911年10月に神戸工場で5両製造された、特別室付きの19m級一等寝台車。1911年度製造分に含まれる25両のブリル社製台枠・台車使用車両の1つ。
1919年に車掌室を設置して10040形スイネフ10040 - 10044に改造され、更に1924年の称号改正ではオイネフ10040 - 10044へ改称された。もっとも、1926年には大形3AB車の増備で代替され、鷹取・大井の両工場で客室設備を全て撤去、側面の2カ所に1,824mm幅の大型両開扉を設置して荷物車の19970形マニ19970 - 19974へ改造されている。1928年の形式称号改正では19600形スニ19606 - 19609・19605に改番されている。なお、この内スニ19609←マニ19973←オイネフ10043←スイネフ10043←スイネ10003は、1931年に職用車の19990形マヤ19991へ改造され、更に1953年の称号改正で救援車の19900形オエ19914となって小倉工場に配置されたことになっているが、実際には小倉工場でマニ19704と振り替えられて三等座席車へ改造の上で1950年に南薩鉄道へ払い下げられ、同社でスハフ100となった可能性が指摘されている[40] 。
- 10005形スイネ10005 - 10009
1912年1・2列車用に新橋工場で5両が製造された20m級一等寝台車。前年の10000形とは異なり、台枠がUF41、台車が明治44年式6輪ボギーといずれも制式設計品が採用されている。客室は中央通路の開放室と側廊下式の区分室の組み合わせである。開放室部分は寝台定員12人、座席定員18人のツーリスト式寝台。区分室は4つで、中央部にプルマン式寝台の2人室（座席2）が1つ、そして寝台定員4人の区分室が2つ（座席12）、喫煙室という配置である[36]。
1922年11月にオイネ10005 - 10009と改称している。
- 10015形スイネ10015・10016
- 10020形スイネ10020
- 10025形スイネ10025・10026
- 10030形スイネ10030・10031

- 9060形の形式図
- 9065形の形式図
- 10005形の形式図
- 10015形の形式図
- 10025形の形式図
- 10030形の形式図

#### 一等寝台食堂車
- 9095形オイネシ9095 - 9100
鹿児島・長崎本線夜行列車用として1910年に大宮工場で6両製造された20m級一等寝台食堂合造車。
もっとも長崎本線では食堂の営業時間があまり確保できなかったため、1913年に小倉工場で9098 - 9100の食堂部分を二等座席室に改造して9116形オイネロ9116 - 9118とした。こちらは更に1918年に小倉工場で二等座席を二等寝台に再改造して9100形オイロネ9100 - 9102となり、17250形オイロネ17250 - 17252への改称後、鋼製車の投入で1929年に18230形オロハ18230 - 18232へ再々改造されている。
これに対し残る3両は、そのまま鹿児島本線で使用されたが、1923年に二等和食堂車に改造されて9210形ナロワシ9210 - 9212に改称。1928年に17780形オロシ17780 - 17782に改称されたが、鋼製車に置き換えられ、1929年に鷹取工場で19330形スユニ19330 - 19332へ格下げ改造されている。

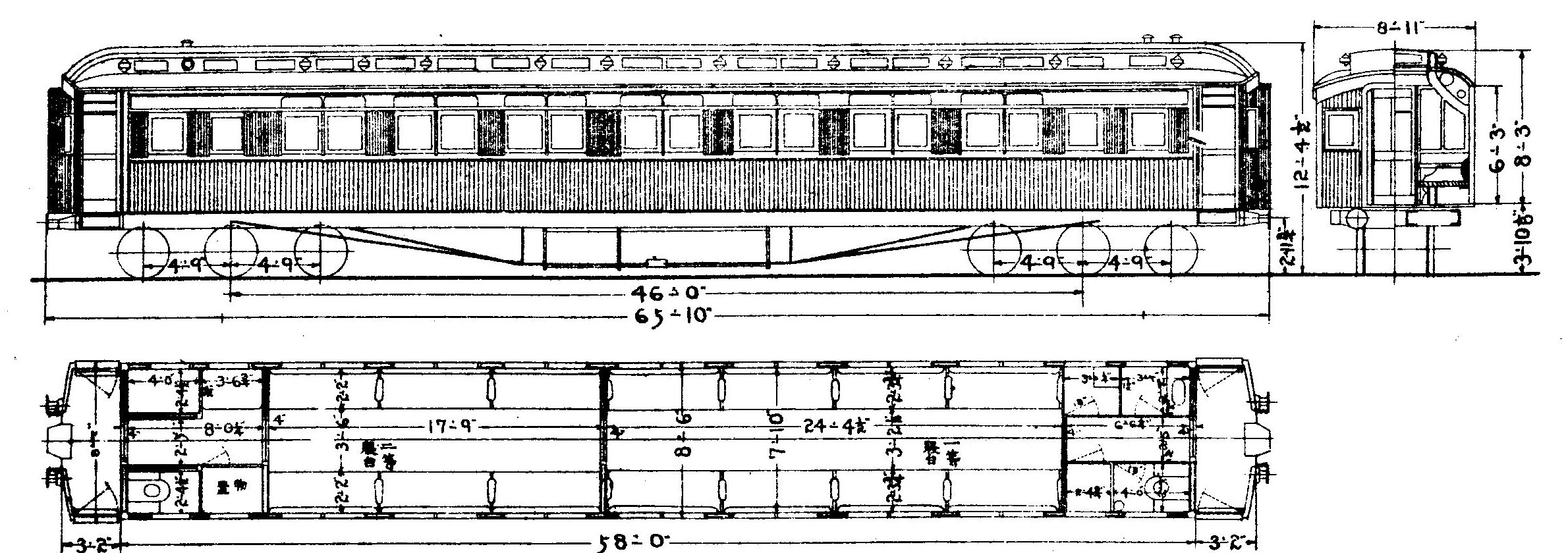
9100形（9116形改造車）の形式図

#### 一二等寝台車
- 10050形スイロネ10050 - 10052

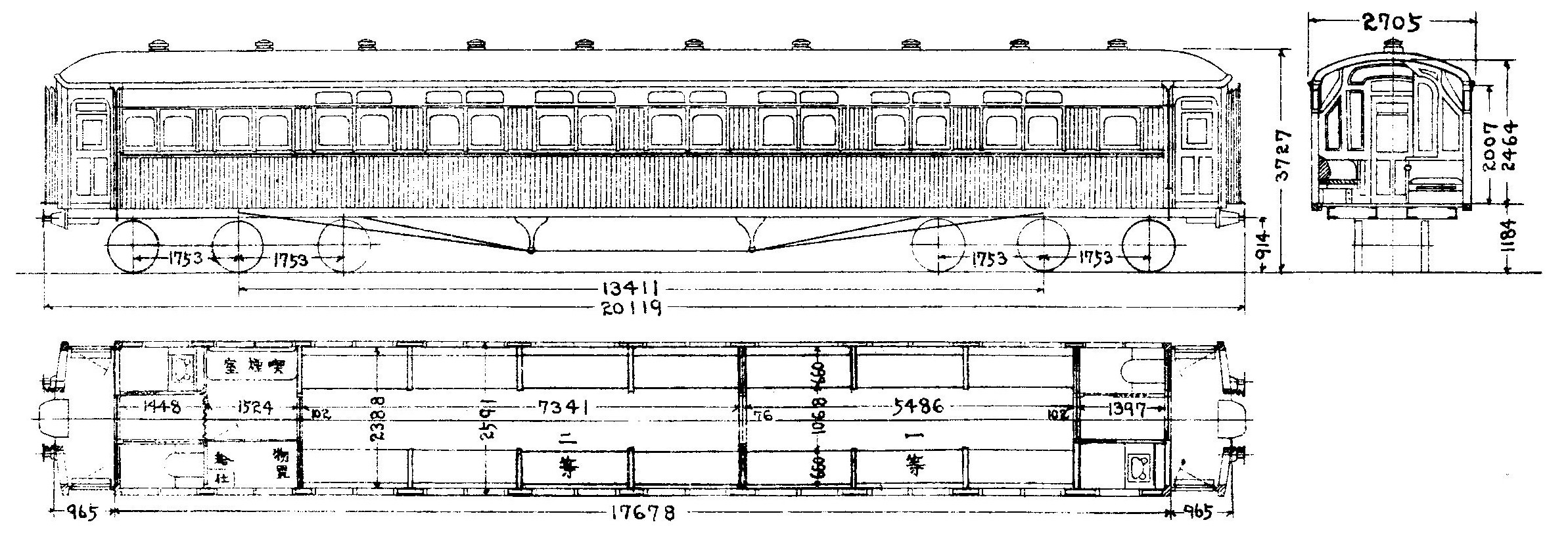
10050形の形式図

#### 一等寝台二等車
- 9120形オイネロ9120
- 9125形オイネロ9125 - 9129

#### 二等寝台車
- 9140形オロネ9140 - 9142

- 9145形スロネ9145 - 9149・10050・10051
1911年に神戸工場で5両、新橋工場で1両、1912年に神戸工場で1両が製造された19m級二等寝台車。1911年度製造分に含まれる25両のブリル社製台枠・台車使用車両の1つ。
1922年11月にオロネ9145 - 9149・10050・10051へ改番されている。

- 10055形スロネ10055 - 10059
1912年1・2列車用に神戸工場で5両が製造された20m級二等寝台車。同列車の客車中、この車両のみ上段のスペース確保のため丸屋根を採用。前後はツーリスト式寝台、中央部はプルマン式寝台で下段は「2人床」と呼ばれる大人2人が寝ることができるダブルベッドを備えたものであったが、1918年（大正7年）11月に「大型寝台」と改称され、大人2人での利用は禁止された[36]。（A寝台も参照）。後にスニ19990（改称後マニ19700）に改造された。

- 10100形スロネフ10100 - 10104
- 10105形スロネフ10105 - 10107

#### 二等寝台二等車
- 9120形オロネロ9120
- 9122形オロネロ9122

#### 食堂車
- 9155形スシ9155 - 9157
- 9162形ナワシ9162
- 9170形スシ9170 - 9172
- 10150形スシ10150 - 10154
1912年1・2列車用に大宮工場で5両が製造された20m級食堂車。定員26名。一般の客車と同様に、前後に出入り台を設けてある。食堂は2人掛けと4人掛けのテーブル、前よりに6人用の喫煙室、後よりに調理室[36]。

#### 一等食堂車
- 9185形オイシ9185 - 9189
鹿児島・長崎本線急行用として1910年に大宮工場で5両製造。
うち2両は1923年に二等寝台・和食堂合造車に改造されて9180形オロネワシ9180・9181となり、1925年には小倉工場で9210形ホロワシ9213・9214へ再改造され、その後称号変更でナロワシ9213・9214と改称された。その後、鋼製車の投入で19330形スユニ19333・19334へ格下げ改造されている。
残る3両はそのまま使用され続け、1924年の称号改正でナイシ9185 - 9189へ改称され、更に1928年の形式称号改正で17750形オイシ17750 - 17752に改称されたが、1928年に17751が廃車された。残る2両は1930年に一等室が格下げされてオロシ17750・17752となったが、これも 鋼製車(マイシ37900形等)に置き換えられ、17750は19100形スハニ19123へ格下げ改造されている。
- 9190形オイシ9190・9191
1917年に大井工場で2両製造され、九州で運用された。
1928年の形式称号改正で17750形オロシ17753・17754に改称されたが、1932年以降全車荷物車などに改造され形式消滅した。

#### 二等食堂車
- 9215形オロシ9215 - 9219・10250 - 10259
1910年に神戸工場で1両、1912・13年に神戸・大宮工場で13両製造され、1917年に事故廃車の補充として苗穂工場で1両が追加製造された。
製造時期により二等室と食堂の定員が異なり、また喫煙室の有無などの差異がある。
1928年の形式称号改正で、食堂定員が12名の9216・9217・10253 - 10259は17755形ナロシ17755 - 17763、18名の9215・9218・9219・10250 - 10252は17770形ナロシ17770 - 17775と改称されたが、鋼製の二等食堂車に代替され、1932年以降全車荷物車などに改造され形式消滅した。
この中で9216は、その後、スハニ19114への格下げ改造を経て1951年に三菱鉱業美唄鉄道に払い下げられ、1954年に鋼体化改造、1967年に大夕張鉄道線へ移籍、同線のスハニ6として1987年の廃線まで使用された。現在は南大夕張駅跡地に静態保存されている。なお、同車は日本で営業運転に用いられていた最後の3軸ボギー客車でもあった。

#### 一等車
- 9233形オイ9233
- 9235形オイ9235 - 9237

#### 一二等車
- 9275形ナイロ9275 - 9285

#### 二等車
- 9280形ナロ9280 - 9285
- 9335形ナロ9335 - 9338
- 9340形ナロ9340 - 9357
1912年1・2列車（後の「富士」）用に10両が汽車製造で、その後汽車製造と新橋工場で8両が製造された20m級二等車。ロングシートで車内に仕切りを設けて喫煙室を区分し、定員56人（32+24人）[36][41]。
- 9375形オロフ9375
- 9382形ナロフ9382 - 9385
- 9385形オロフ9385 - 9388

#### 二三等車
- 9420形オロハ9420 - 9423

#### 三等車
- 9590形オハ9590 - 9604
- 9680形オハフ9680
- 9685形オハフ9685 - 9692

#### 三等荷物車
- 9800形オハニ9800・9801

#### 郵便荷物車
- 9925形オユニ9925 - 9930
1912年1・2列車用に川崎造船所兵庫工場で製造された[42][43]

#### 荷物車
- 9960形ホニ9960 - 9964
- 9965形ホニ9965 - 9967
- 9970形ホニ9970 - 9981